# Michael Schumacher
Michael Schumacher, wym. ˈmɪçaʔe:l ˈʃu:maxɐ ( odsłuchaj) (ur. 3 stycznia 1969 w Hürth) – niemiecki kierowca wyścigowy, w latach 1991–2006 i 2010–2012 startujący w mistrzostwach świata Formuły 1. Schumacher jest siedmiokrotnym mistrzem świata kierowców Formuły 1 i jest powszechnie uważany za jednego z najlepszych kierowców Formuły 1 w historii. Schumacher jest posiadaczem takich rekordów Formuły 1 jak: najwięcej tytułów mistrza świata (w 2020 roku rekord ten wyrównał Lewis Hamilton) i najwięcej najszybszych okrążeń. W 2002 roku Schumacher został jedynym kierowcą w historii Formuły 1, który ukończył wszystkie wyścigi sezonu na podium. Według oficjalnej strony Formuły 1 jest statystycznie drugim najlepszym kierowcą w Formule 1 (wyprzedził go Lewis Hamilton).
Karierę rozpoczął w kartingu. Następnie wygrał mistrzostwa Formuły König i Niemieckiej Formuły 3, po czym dołączył do Mercedesa w Mistrzostwach Świata Samochodów Sportowych. Po jednym, sponsorowanym przez Mercedesa wyścigu Formuły 1 w zespole Jordan w sezonie 1991, Schumacher został kierowcą Benettona. Po zdobyciu dwóch tytułów mistrza świata w barwach Benettona w latach 1994–1995, przed sezonem 1996 Schumacher odszedł do Ferrari, zdobywając w tym zespole kolejne pięć tytułów mistrzowskich w latach 2000–2004. Po 2006 roku zakończył karierę kierowcy Formuły 1, pełniąc następnie w Ferrari funkcję doradcy. W trakcie sezonu 2009 Schumacher zgodził się zastąpić kontuzjowanego Felipe Massę, jednak odwołał swój powrót wskutek urazu szyi. W 2010 roku powrócił do Formuły 1, podpisując trzyletni kontrakt z Mercedesem. Po 2012 definitywnie wycofał się z Formuły 1.
W swojej karierze był zaangażowany w wiele kontrowersyjnych sytuacji, wliczając w to kolizje podczas ostatniego wyścigu sezonu, które decydowały o wyniku mistrzostw: z Damonem Hillem podczas Grand Prix Australii 1994 oraz z Jacquesem Villeneuve’em podczas Grand Prix Europy 1997, a także z powodu poleceń zespołowych, które miały wpływ na wyniki wyścigów i niebezpiecznej jazdy. Poza torem był ambasadorem UNESCO i rzecznikiem bezpieczeństwa kierowców. Schumacher był zaangażowany w wiele działań humanitarnych, przekazując na cele charytatywne dziesiątki milionów dolarów. Michael i Ralf Schumacherowie są jedynymi braćmi, którzy wygrali wyścigi w Formule 1, a także jedynymi braćmi, którzy ukończyli ten sam wyścig na pierwszym i drugim miejscu.

## Wczesne lata

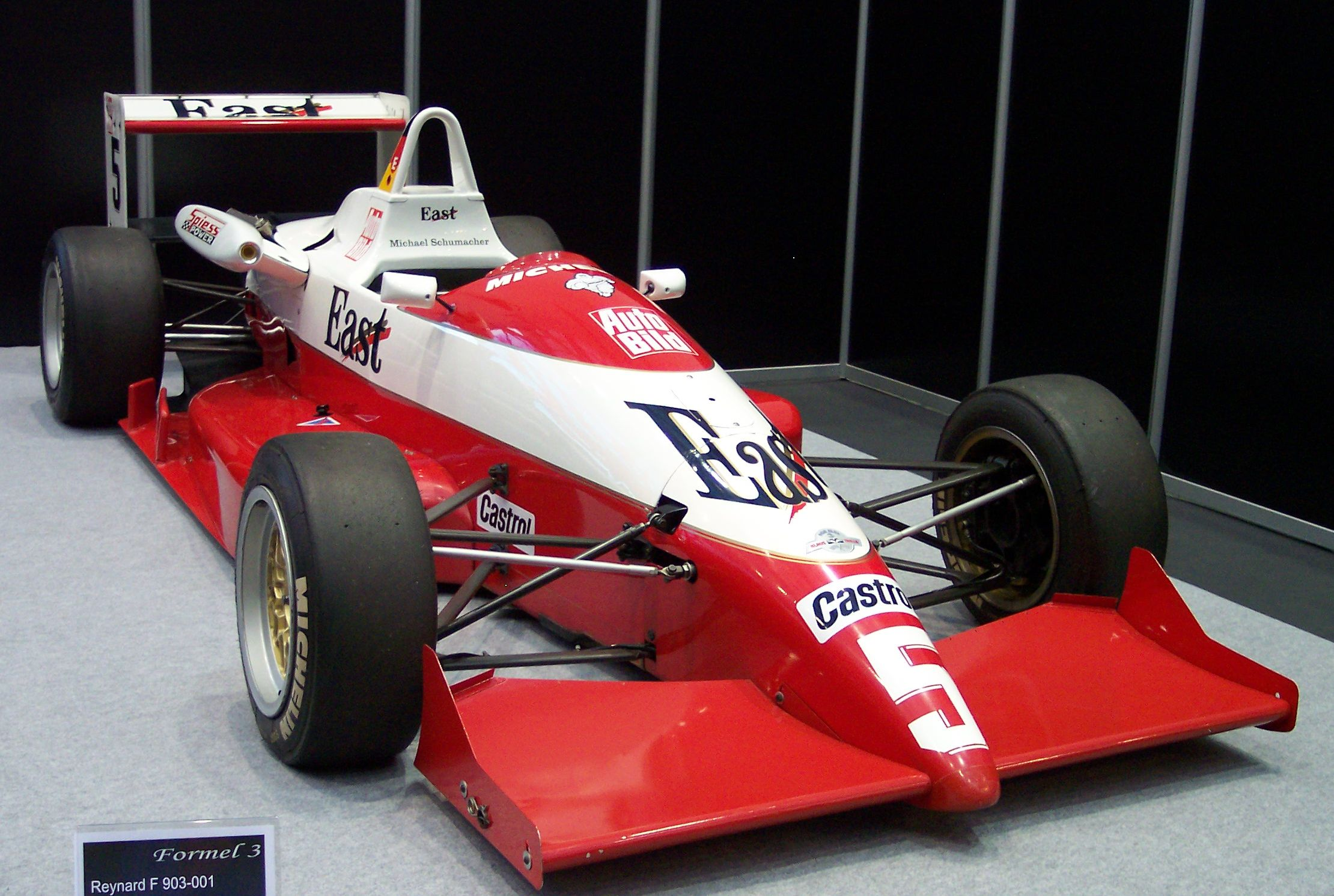
Reynard 903, którym Michael Schumacher zdobył tytuł Niemieckiej Formuły 3 w 1990 roku

Michael Schumacher urodził się 3 stycznia 1969 roku w Hürth w Nadrenii Północnej-Westfalii jako syn murarza Rolfa Schumachera i jego żony Elisabeth. Kiedy miał cztery lata, jego ojciec zmodyfikował gokart na pedały poprzez dodanie małego silnika motocyklowego. Kiedy Schumacher wjechał tym pojazdem w latarnię w Kerpen, jego rodzice zabrali go na tor kartingowy w Kerpen-Horrem, gdzie stał się najmłodszym członkiem klubu kartingowego. Wkrótce potem ze zużytych części jego ojciec zbudował mu innego gokarta, i w wieku sześciu lat Schumacher wygrał pierwsze klubowe mistrzostwa. By wspierać karierę syna, Rolf Schumacher podjął dodatkową pracę, polegającą na wypożyczaniu i naprawianiu gokartów, podczas gdy jego żona pracowała w bufecie przy torze. Niemniej jednak, gdy Schumacher potrzebował nowego silnika kosztującego osiemset marek niemieckich, jego rodzice nie byli w stanie zgromadzić takiej kwoty. Schumacher kontynuował jednak ściganie dzięki wsparciu lokalnych przedsiębiorców.
Niemieckie przepisy mówiły, że aby uzyskać licencję kartingową, kierowca musi mieć ukończone 14 lat. Aby obejść ten problem, Schumacher w wieku 12 lat uzyskał licencję w Luksemburgu.
W 1983 roku Schumacher uzyskał niemiecką licencję, a rok później wygrał Kartingowe Mistrzostwa Niemiec Juniorów. Od 1984 roku Schumacher wygrał wiele kartingowych mistrzostw Niemiec i Europy. W 1985 roku dołączył do zespołu Eurokart Adolfa Neuberta, a w roku 1987 został kartingowym mistrzem Niemiec i Europy, po czym zakończył edukację szkolną i rozpoczął pracę jako mechanik. W 1988 po raz pierwszy ścigał się samochodami jednomiejscowymi, kiedy to rywalizował w Niemieckiej Formule Ford i Formule König, wygrywając drugą z tych serii.
W 1989 roku Schumacher podpisał kontrakt z prowadzonym przez Williego Webera zespołem Niemieckiej Formuły 3, WTS. Wspomagany finansowo przez Webera Schumacher w 1990 roku zdobył mistrzostwo Niemieckiej Formuły 3 oraz wygrał Grand Prix Makau. Pod koniec 1990 roku, wraz z rywalami z Niemieckiej Formuły 3 – Heinzem-Haraldem Frentzenem oraz Karlem Wendlingerem – dołączył do juniorskiego programu Mercedesa w Mistrzostwach Świata Samochodów Sportowych. Była to rzadka sytuacja wśród młodych kierowców, jako że większość rówieśników Schumachera ścigających się później w Formule 1 rywalizowała w Formule 3000. Jednakże Weber przekonał Schumachera, że branie udziału w profesjonalnych konferencjach prasowych oraz ściganie się mocnymi samochodami pomoże w jego karierze. W sezonie 1990 Mistrzostw Świata Samochodów Sportowych Schumacher wygrał Sauberem-Mercedesem C11 ostatni wyścig sezonu na torze Autódromo Hermanos Rodríguez i został sklasyfikowany na piątym miejscu w mistrzostwach mimo faktu, że brał udział w trzech z dziewięciu wyścigów. W 1991 roku Schumacher nadal rywalizował w Mistrzostwach Świata Samochodów Sportowych i w Sauberze-Mercedesie C291 ponownie wygrał ostatni wyścig sezonu – eliminację na torze Autopolis, i zakończył mistrzostwa na dziewiątym miejscu w klasyfikacji. W tym samym roku wziął udział w wyścigu 24h Le Mans, który ukończył na piątym miejscu, dzieląc samochód z Karlem Wendlingerem i Fritzem Kreutzpointnerem. W 1991 roku wziął udział także w jednym wyścigu Japońskiej Formuły 3000, który ukończył na drugim miejscu.

## Kariera w Formule 1
W trakcie swojej kariery Schumacher dysponował umiejętnością ustalania szybkich okrążeń w kluczowych momentach wyścigu, a także możliwością jazdy na limicie przez dłuższy okres. Autor książek z dziedziny sportów motorowych, Christopher Hilton, w 2003 roku zauważył, że „miarą zdolności kierowcy są jego występy w mokrych wyścigach, ponieważ potrzeba wówczas najbardziej delikatnej kontroli nad samochodem oraz czułości”, a Schumacher, tak jak inni wielcy kierowcy, w trakcie deszczowych wyścigów popełniał bardzo mało błędów: do sezonu 2003 włącznie niemiecki kierowca wygrał 17 z 30 wyścigów rozgrywanych w mokrych warunkach, w których brał udział. Niektóre z najlepszych występów Schumachera miały miejsce w takich warunkach, dzięki czemu zyskał on przydomki „Regenkönig” (król deszczu) oraz „Regenmeister” (mistrz deszczu), także poza niemieckojęzycznymi mediami. Schumacher jest znany także jako „Czerwony Baron”, z powodu wieloletniej jazdy dla czerwonego Ferrari oraz w odniesieniu do Niemca Manfreda von Richthofena, asa myśliwskiego I wojny światowej. Inne przydomki Schumachera to „Schumi”, „Schuey” oraz „Schu” (z czego ten pierwszy przydomek jest najbardziej popularny). Schumacherowi często przypisuje się spopularyzowanie Formuły 1 w Niemczech, gdzie wcześniej ta dyscyplina sportu była postrzegana jako niszowa. W sezonie 2006, po którym Schumacher wycofał się z Formuły 1, trzech spośród dziesięciu najlepszych w klasyfikacji generalnej kierowców było Niemcami. Młodzi niemieccy kierowcy, jak Sebastian Vettel, uważają, że Schumacher był dla nich kluczową postacią, jeśli chodzi o zostanie kierowcą Formuły 1. W późniejszym okresie swojej kariery Schumacher był prezydentem Grand Prix Drivers' Association. W ankiecie przeprowadzonej wśród kibiców przez FIA w 2006 roku Michael Schumacher został wybrany najpopularniejszym kierowcą sezonu.

### Debiut w Jordanie

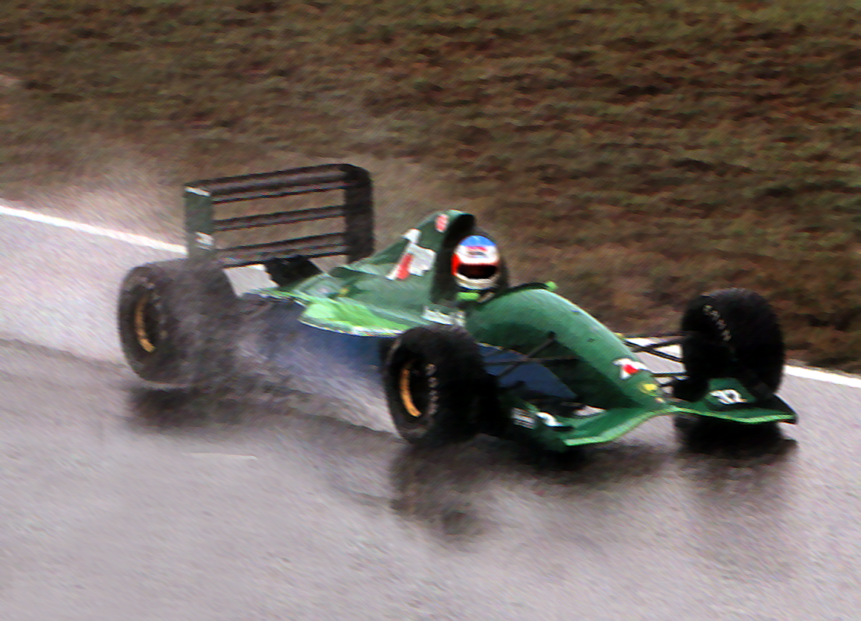
Michael Schumacher testujący Jordana 191

W Formule 1 Schumacher zadebiutował w zespole Jordan podczas Grand Prix Belgii 1991, prowadząc samochód numer 32 w zastępstwie uwięzionego Bertranda Gachota. Schumacher, który ciągle był związany kontraktem z Mercedesem, zadebiutował w Jordanie po tym, gdy Mercedes zapłacił Eddiemu Jordanowi 150 000 dolarów. Tydzień przed wyścigiem Schumacher zaimponował podczas testu na torze Silverstone projektantowi Jordana Gary’emu Andersonowi oraz menadżerowi zespołu Trevorowi Fosterowi. Menadżer Schumachera, Willi Weber, zapewnił Jordana, że Schumacher dobrze znał trudny tor Spa-Francorchamps, chociaż w rzeczywistości widział go wcześniej jedynie jako obserwator. Podczas weekendu wyścigowego zespołowy kolega Schumachera, Andrea de Cesaris, miał pokazać Niemcowi tor, ale był jednak zajęty negocjacjami kontraktowymi. W związku z tym Schumacher nauczył się toru samodzielnie, jeżdżąc po nim składanym rowerem, który przywiózł ze sobą. Podczas kwalifikacji Schumacher zaimponował zespołom i kibicom, kwalifikując się na siódmej pozycji (co było najlepszą pozycją startową zespołu Jordan w sezonie 1991), i zdecydowanie pokonując de Cesarisa, który miał jedenastoletnie doświadczenie w Formule 1. Dziennikarz sportów motorowych, Joe Saward, opisał, że po kwalifikacjach „tłumy niemieckich dziennikarzy mówiły o największym talencie od czasów Stefana Bellofa”. Z wyścigu Schumacher odpadł na pierwszym okrążeniu po awarii sprzęgła.

### Benetton (1991–1995)

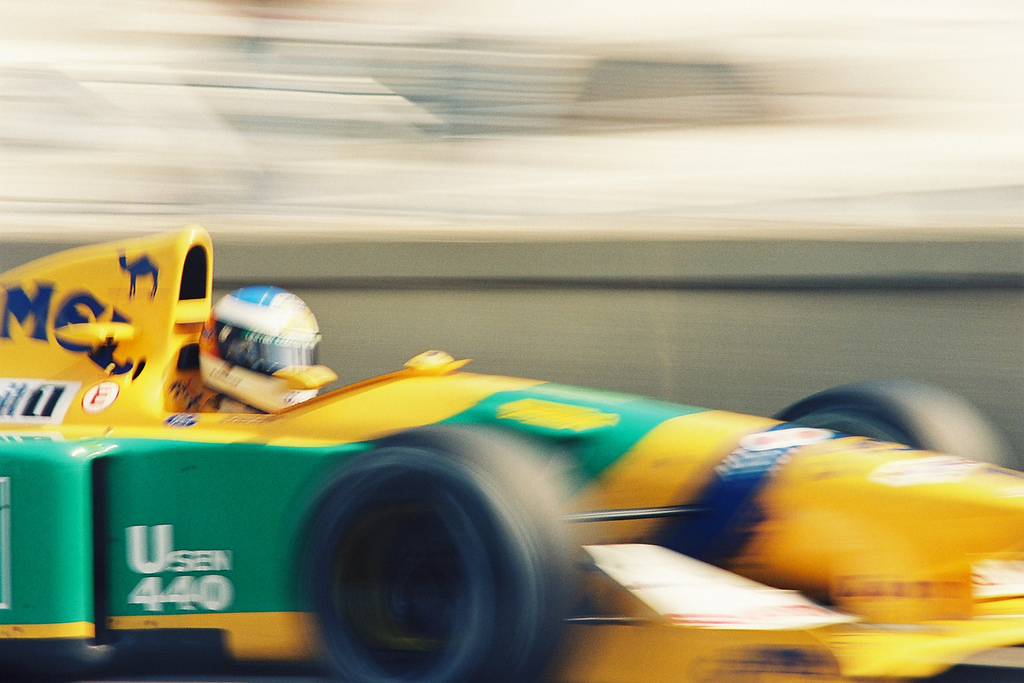
Michael Schumacher w Benettonie B192 podczas Grand Prix Monako 1992

Po swoim debiucie, mimo zawartej pomiędzy Jordanem i zarządem Mercedesa umowy, w myśl której Schumacher miał jeździć w Jordanie do końca sezonu 1991, na następny wyścig Niemiec podpisał kontrakt z Benettonem. Jordan złożył w brytyjskim sądzie wniosek o zakazanie Schumacherowi jazdy dla Benettona, ale przegrał sprawę, ponieważ nie podpisał z Niemcem oficjalnej umowy. Sezon 1991 Schumacher zakończył z czterema punktami zdobytymi w sześciu wyścigach, przy czym jego najlepszym rezultatem było piąte miejsce w swoim drugim wyścigu – Grand Prix Włoch, gdzie finiszował przed zespołowym kolegą i trzykrotnym mistrzem świata, Nelsonem Piquetem.
Na początku sezonu 1992 Sauber, planujący zadebiutować w Formule 1 ze wsparciem Mercedesa w roku 1993, powołał się na klauzulę w umowie Schumachera, w myśl której Schumacher w razie wejścia Mercedesa do Formuły 1 miał jeździć dla niemieckiego koncernu. Jednakże ostatecznie Peter Sauber zgodził się, by Schumacher kontynuował jazdę dla Benettona. Rok 1992 został zdominowany przez Williamsa, dla którego ścigali się Nigel Mansell i Riccardo Patrese. Williams FW14B, napędzany mocnymi silnikami Renault, zawierał wiele udogodnień, jak półautomatyczna skrzynia biegów czy aktywne zawieszenie kontrolujące prześwit samochodu. W niewyposażonym w takie rozwiązania Benettonie B192 Schumacher zdobył swoje pierwsze podium, finiszując jako trzeci w Grand Prix Meksyku. Wygrał również swój pierwszy wyścig – odbywające się w deszczowych warunkach Grand Prix Belgii na torze Spa-Francorchamps. Sezon Schumacher zakończył na trzecim miejscu, uzyskując 53 punkty, tj. o trzy mniej od drugiego Patrese i trzy więcej od trzykrotnego mistrza świata Ayrtona Senny.
W sezonie 1993 również dominował Williams, którego kierowcami byli wówczas Damon Hill i Alain Prost. Benetton jako ostatni z czołowych zespołów wprowadził systemy aktywnego zawieszenia oraz kontroli trakcji. Schumacher wygrał jeden wyścig – Grand Prix Portugalii, i dziewięciokrotnie finiszował na podium, ale siedem razy nie ukończył wyścigu. Z 52 punktami ukończył sezon na czwartym miejscu.

#### 1994–1995: tytuły mistrzowskie

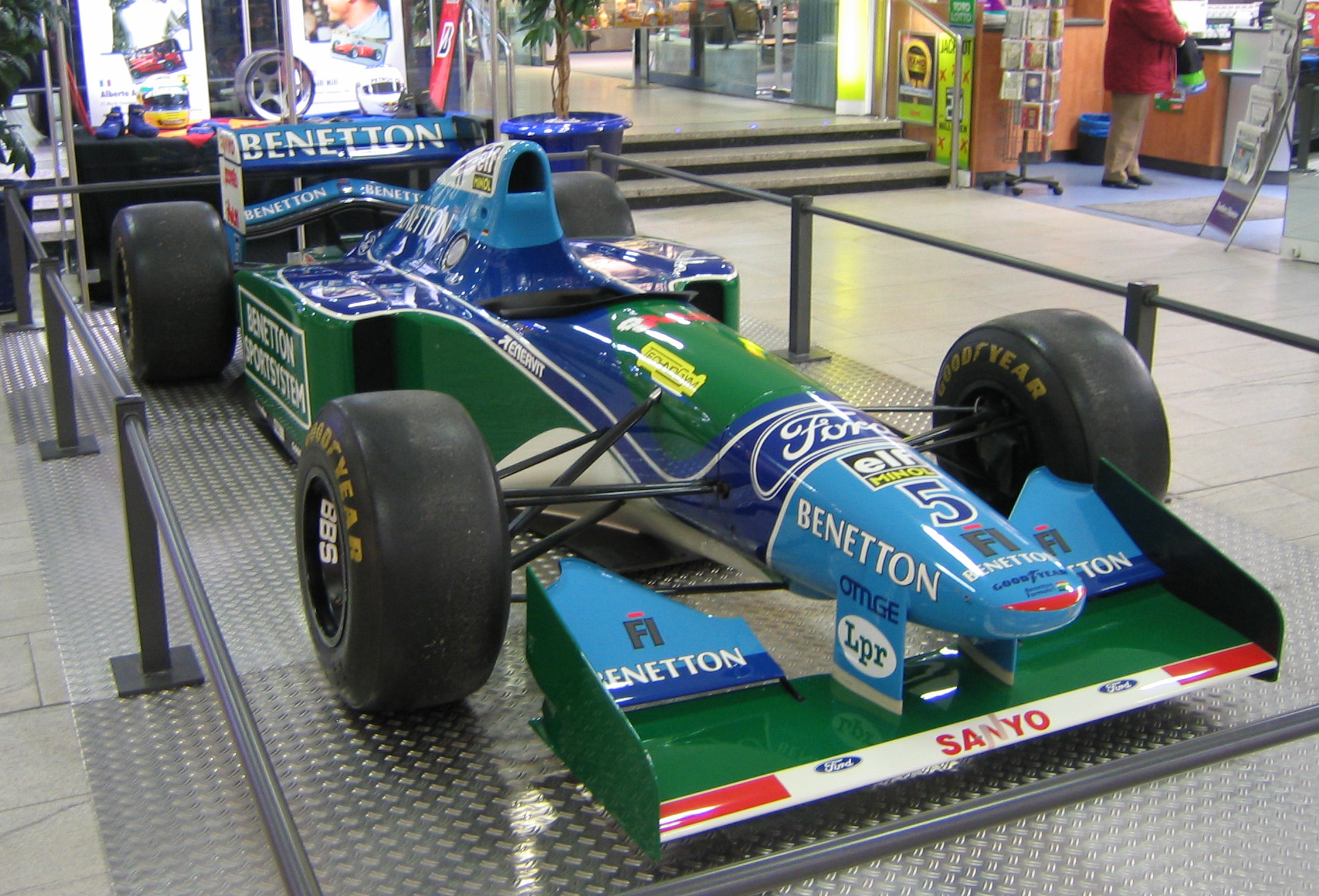
Benetton B194, którym Michael Schumacher zdobył swój pierwszy tytuł mistrza świata

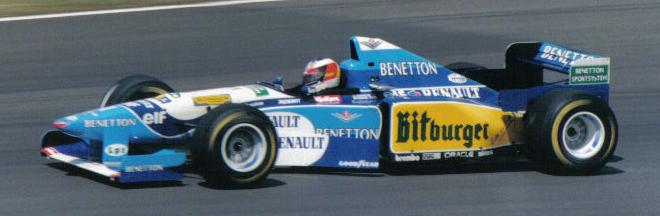
Michael Schumacher w Benettonie B195 podczas Grand Prix Wielkiej Brytanii 1995

W sezonie 1994 Schumacher zdobył swój pierwszy tytuł mistrza świata Formuły 1, chociaż w roku tym pojawiły się oskarżenia o łamanie regulaminu przez kilka zespołów, w szczególności przez Benettona.
Schumacher wygrał sześć z pierwszych siedmiu wyścigów, prowadził także w Grand Prix Hiszpanii, ale ukończył ten wyścig na drugim miejscu, ponieważ z powodu awarii układu przeniesienia napędu w jego samochodzie działał tylko piąty bieg. Po Grand Prix San Marino FIA przebadała Benettona, Ferrari i McLarena pod kątem stosowania niedozwolonych pomocy elektronicznych. Po odmowie przekazania FIA kodów źródłowych przez Benettona i McLarena zespoły te zostały ukarane grzywną w wysokości 100 000 dolarów, natomiast po późniejszym przekazaniu kodów okazało się, że w oprogramowaniu Benettona i McLarena znajdują się ukryte instrukcje. System McLarena, uznany ostatecznie za legalny, był w stanie automatycznie zmieniać biegi, zaś Benetton dysponował systemem launch control, umożliwiającym zoptymalizowany start. Nie znaleziono jednakże dowodów na stosowanie tych udogodnień. Podczas Grand Prix Wielkiej Brytanii na Schumachera nałożono karę za wyprzedzanie na okrążeniu rozgrzewkowym, ale Niemiec zignorował karę i otrzymaną w efekcie czarną flagę, oznaczającą, że powinien natychmiast wrócić do boksów. Za to przewinienie Schumacher otrzymał karę zawieszenia na dwa wyścigi mimo faktu, że Benetton tłumaczył się błędami w komunikacji między stewardami a zespołem. Schumacher został także zdyskwalifikowany po Grand Prix Belgii po tym, gdy odkryto, że deska pod podwoziem jego samochodu – mająca na celu zmniejszyć docisk i szybkość wchodzenia samochodów w zakręty – miała nieregulaminową grubość. Oświadczenie Benettona, jakoby deska zmniejszyła grubość po otarciu o krawężnik, nie zostało uwzględnione przez FIA ze względu na schemat zużycia i uszkodzenia widoczne na desce. Te incydenty pomogły zbliżyć się w punktacji do Schumachera Damonowi Hillowi i przed ostatnim wyścigiem sezonu – o Grand Prix Australii – Schumacher miał nad Hillem przewagę jednego punktu. Na 36 okrążeniu wyścigu, będąc liderem, Schumacher uderzył w barierkę znajdującą się po zewnętrznej części toru. Hill spróbował wyprzedzić Niemca, ale Schumacher powrócił na tor i w zakręcie nastąpiła kolizja, przez którą obaj kierowcy wycofali się z wyścigu. W efekcie Schumacher zdobył swój pierwszy tytuł mistrza świata, stając się jednocześnie pierwszym Niemcem z takim osiągnięciem. Był wówczas drugim po Emersonie Fittipaldim najmłodszym mistrzem świata w historii Formuły 1 (miał wówczas 25 lat i 314 dni).
W roku 1995 Schumacher obronił tytuł, stając się wówczas najmłodszym w historii kierowcą z takim osiągnięciem. W przeciwieństwie do sezonu 1994, w 1995 roku Benetton dysponował takimi samymi jak Williams silnikami Renault. Nad drugim Hillem Schumacher miał przewagę 33 punktów, a wraz z Johnnym Herbertem zapewnił Benettonowi pierwszy i jedyny tytuł mistrza świata konstruktorów. W tym sezonie odniósł zwycięstwo m.in. w Grand Prix Niemiec, co było jego pierwszym zwycięstwem w wyścigu przed własną publicznością. Tytuł ten zapewnił sobie na dwa wyścigi przed końcem sezonu, wygrywając Grand Prix Pacyfiku.
W sezonie doszło do kilku kolizji między Hillem i Schumacherem, jak podczas Grand Prix Wielkiej Brytanii, gdzie na 46 okrążeniu Hill podczas próby wyprzedzenia Schumachera uderzył w Niemca. Schumacher wygrał dziewięć z 17 wyścigów i finiszował na podium 11 razy. Tylko raz zakwalifikował się na pozycji niższej niż czwarta, a miało to miejsce podczas Grand Prix Belgii, gdzie wygrał, startując z 16 pola.

### Ferrari (1996–2006)
Przed sezonem 1996 Schumacher dołączył do Ferrari, który ostatni tytuł w klasyfikacji kierowców zdobył w 1979 roku, a w klasyfikacji konstruktorów – w sezonie 1983. Początkowo kontrakt opiewał na dwa lata z pensją 60 milionów dolarów rocznie. Schumacher opuścił Benettona rok przed wygaśnięciem kontraktu, argumentując to skandalami wokół tego zespołu w roku 1994. Rok później do Ferrari i Schumachera dołączyli byli pracownicy Benettona: Rory Byrne i Ross Brawn, który od 1991 roku był w Benettonie dyrektorem technicznym i który był jedną z kluczowych postaci stojących za sukcesami Schumachera w latach 1994–1995.
Po 1979 roku kierowcy Ferrari byli bliscy zdobycia tytułu w latach 1982 i 1990. Na początku lat 90. zespół przeżywał kryzys, częściowo z powodu faktu, iż silniki Ferrari V12 nie były już konkurencyjne względem stosowanych przez konkurentów mniejszych, lżejszych i zużywających mniej paliwa silników V10. Różni kierowcy, zwłaszcza Alain Prost, określali samochody Ferrari mianem „ciężarówek”, „okropności” czy „prawdopodobieństwa wypadku”. Słaba wydajność załóg Ferrari w boksach także była obiektem żartów. Pod koniec 1995 roku, pomimo faktu iż zespół był już solidnym uczestnikiem mistrzostw, nadal nie był w stanie zagrozić czołowym zespołom: Benettonowi i Williamsowi. Mimo to Schumacher stwierdził, że Ferrari 412T był samochodem wystarczająco dobrym, by wygrać mistrzostwa.
Schumacherowi, Brawnowi, Byrne’owi i Jeanowi Todtowi (pracującemu w Ferrari od 1993 roku) przypisuje się transformację tego borykającego się z problemami zespołu w najbardziej utytułowany zespół w historii Formuły 1. Trzykrotny mistrz świata Jackie Stewart stwierdził, że ta transformacja Ferrari była największym osiągnięciem Schumachera. Drugim kierowcą zespołu został Eddie Irvine, który przyszedł z Jordana.

#### 1996–1999

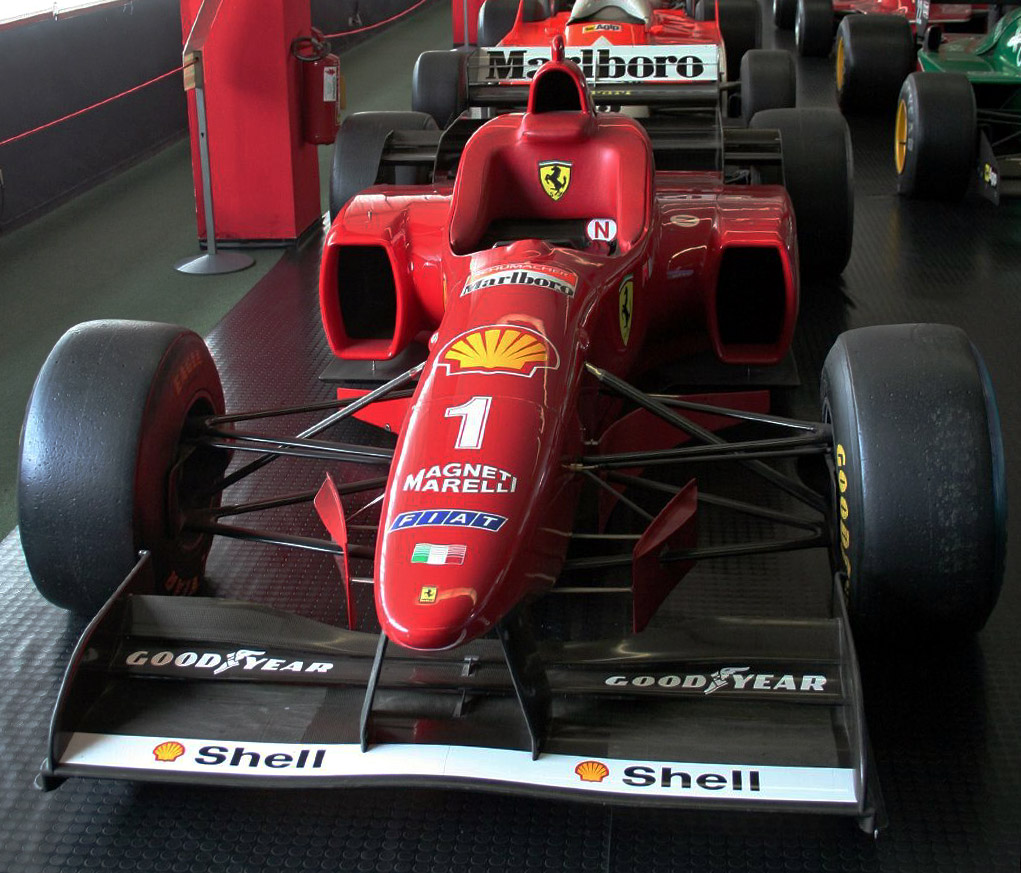
Ferrari F310 z 1996 roku, którym Michael Schumacher zaczynał występy w barwach Ferrari

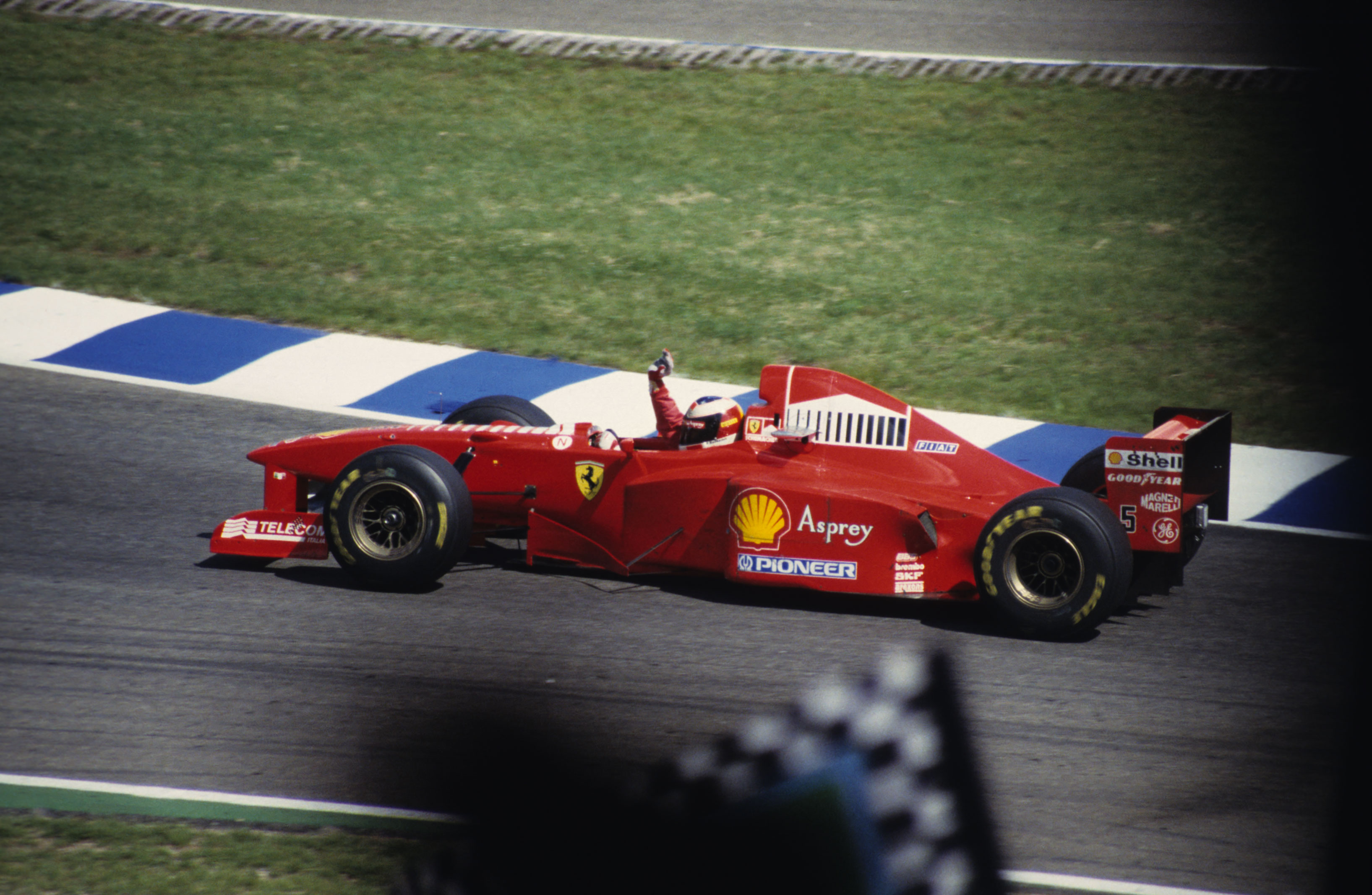
Michael Schumacher w Ferrari F310B podczas Grand Prix Niemiec 1997

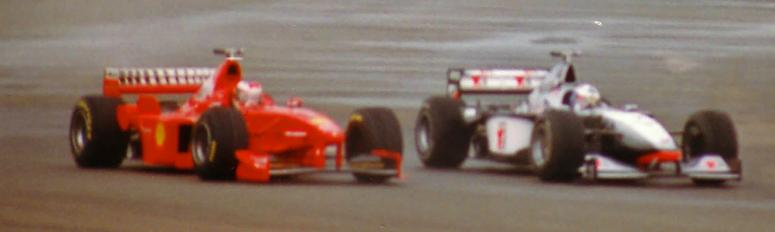
Michael Schumacher i David Coulthard podczas Grand Prix Wielkiej Brytanii 1998

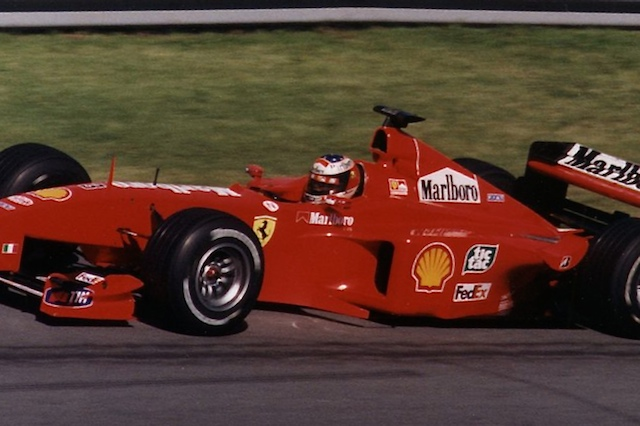
Michael Schumacher w Ferrari F399 podczas Grand Prix Kanady 1999

Sezon 1996 Schumacher ukończył na trzecim miejscu w klasyfikacji kierowców i przyczynił się do zdobycia tytułu wicemistrzowskiego przez Ferrari, przed jego starym zespołem, Benettonem. Niemiec wygrał trzy wyścigi, tj. więcej niż wszyscy kierowcy Ferrari w latach 1991–1995. Podczas pierwszej części sezonu samochód miał problemy z niezawodnością, przez co Schumacher nie ukończył sześciu z 16 wyścigów. Swoje pierwsze zwycięstwo odniósł w Grand Prix Hiszpanii, gdzie w mokrych warunkach zdublował całą stawkę z wyjątkiem dwóch kierowców. Do wyścigu o Grand Prix Francji zdobył pole position, ale na okrążeniu rozgrzewkowym w jego samochodzie zepsuł się silnik. Jednakże dzięki szybkim pit-stopom Schumacher zdołał wyprzedzić Jacques’a Villeneuve’a i wygrać Grand Prix Belgii. Następnie wygrał Grand Prix Włoch, co było pierwszym od 1988 roku zwycięstwem kierowcy Ferrari w domowym wyścigu tego zespołu. Umiejętności Schumachera oraz polepszająca się niezawodność jego samochodu pozwoliły mu na nawiązywanie walki z mistrzem świata, Damonem Hillem.
W sezonie 1997 o tytuł rywalizowali Michael Schumacher i Jacques Villeneuve, zaś jego dotychczasowy główny rywal, mistrz świata z poprzedniego sezonu Damon Hill, odszedł z zespołu Williams i przeszedł do słabszego zespołu Arrows. Villeneuve, dysponujący lepszym Williamsem FW19, objął we wczesnej części sezonu prowadzenie w mistrzostwach. Jednakże w drugiej połowie sezonu dzięki wygraniu pięciu wyścigów prowadzenie objął Schumacher i do ostatniego wyścigu sezonu – Grand Prix Europy – przystępował z przewagą jednego punktu. Pod koniec tego wyścigu, odbywającego się w Jerez, w Ferrari Schumachera doszło do wycieków płynu chłodzącego i utraty osiągów, co oznaczało, że Niemiec mógł nie ukończyć wyścigu. Gdy Villeneuve zbliżył się i spróbował go wyprzedzić, Schumacher spróbował sprowokować kolizję. Po tej próbie Niemiec zakopał się w żwirze i wycofał z wyścigu, a Villeneuve ukończył Grand Prix Europy na trzecim miejscu i został mistrzem świata. Za celowe spowodowanie kolizji Schumacher został ukarany dyskwalifikacją z klasyfikacji mistrzostw świata.
W 1998 głównym rywalem Schumachera w walce o tytuł był kierowca McLarena Fin Mika Häkkinen. Häkkinen wygrał dwa pierwsze wyścigi sezonu i uzyskał przewagę 16 punktów nad Schumacherem. Schumacher wygrał Grand Prix Argentyny, po czym, dzięki znacznej poprawie Ferrari w drugiej połowie sezonu, wygrał jeszcze pięć wyścigów i zdobył w sumie 11 podiów. Podczas Grand Prix Francji Ferrari odniosło podwójne zwycięstwo, pierwsze od 1990 roku, podobnie jak w Grand Prix Włoch, po którym Schumacher zrównał się punktami z Häkkinenem. Fin zdobył jednak tytuł mistrzowski dzięki wygraniu dwóch ostatnich wyścigów. O przegranej zadecydował ostatni wyścig Grand Prix Japonii, kiedy startując z pole position przed startem w jego samochodzie zgasł silnik, przez co musiał startować z ostatniej pozycji. W trakcie wyścigu Schumacher gonił kolejnych rywali, jednak na 31 okrążeniu wyścigu w samochodzie Niemca urwała opona przez co odpadł z wyścigu. W trakcie sezonu doszło do dwóch kontrowersji: podczas Grand Prix Wielkiej Brytanii Schumacher prowadził na ostatnim okrążeniu, po czym zjechał do pit lane, przekroczył linię mety i odbył karę stop & go. Po tym wydarzeniu pojawiły się wątpliwości, czy takie zachowanie liczy się jako odbycie kary, ale zwycięstwo Schumachera zostało utrzymane w mocy. Podczas Grand Prix Belgii Schumacher prowadził w bardzo mokrych warunkach z przewagą 40 sekund, ale zderzył się z McLarenem Davida Coultharda podczas próby dublowania Brytyjczyka, kiedy to przy bardzo złej widoczności Coulthard znacznie zwolnił, by przepuścić Schumachera. Po tym, gdy oba samochody wróciły do boksów, Schumacher wysiadł ze swojego pojazdu i udał się do garażu McLarena, rozwścieczony oskarżając Coultharda o to, że ten chciał go zabić.
Wyniki Schumachera przyczyniły się do zdobycia w 1999 roku przez Ferrari tytułu mistrza świata konstruktorów. Schumacher został pozbawiony możliwości rywalizacji o tytuł w klasyfikacji kierowców po tym, gdy w Grand Prix Wielkiej Brytanii, na zakręcie Stowe, uszkodzeniu w jego samochodzie uległy hamulce, co zaowocowało wypadkiem poprzez wypadnięcie z toru i uderzenie w bandę przy dużej prędkości, na skutek którego Schumacher złamał nogę. W czasie jego 98-dniowej absencji w Ferrari zastępował go Mika Salo. Schumacher wrócił na Grand Prix Malezji zdobywając pole position z prawie sekundową przewagą, ale w trakcie wyścigu oddał zwycięstwo Eddiemu Irvine’owi, który walczył o tytuł mistrzowski. Ostatni wyścig sezonu, Grand Prix Japonii, wygrał jednak Mika Häkkinen, dzięki czemu zdobył drugi z rzędu tytuł mistrzowski. Schumacher określił później Häkkinena jako rywala, którego najbardziej szanował.

#### 2000–2004: tytuły mistrzowskie

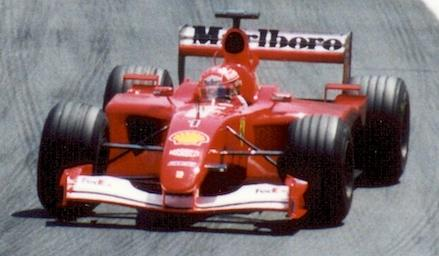
Michael Schumacher w Ferrari F2001 podczas Grand Prix Kanady 2001

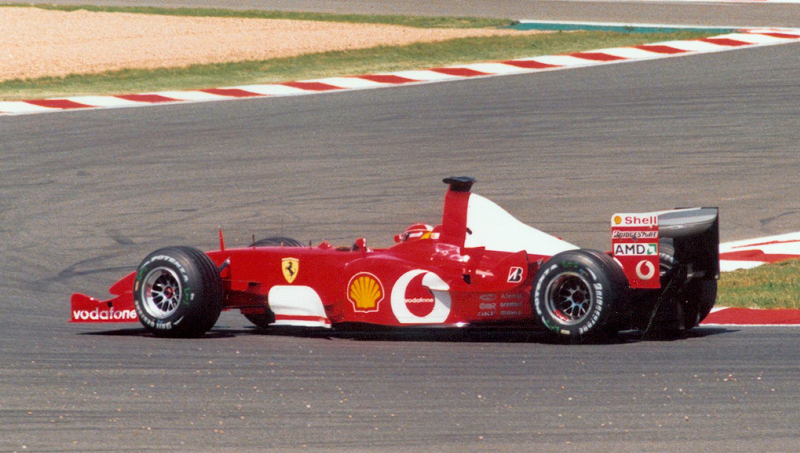
Michael Schumacher w Ferrari F2002 podczas Grand Prix Francji 2002. Zwyciężając Grand Prix Francji Schumacher zapewnił sobie tytuł na sześć wyścigów przed końcem sezonu, co jest rekordem Formuły 1

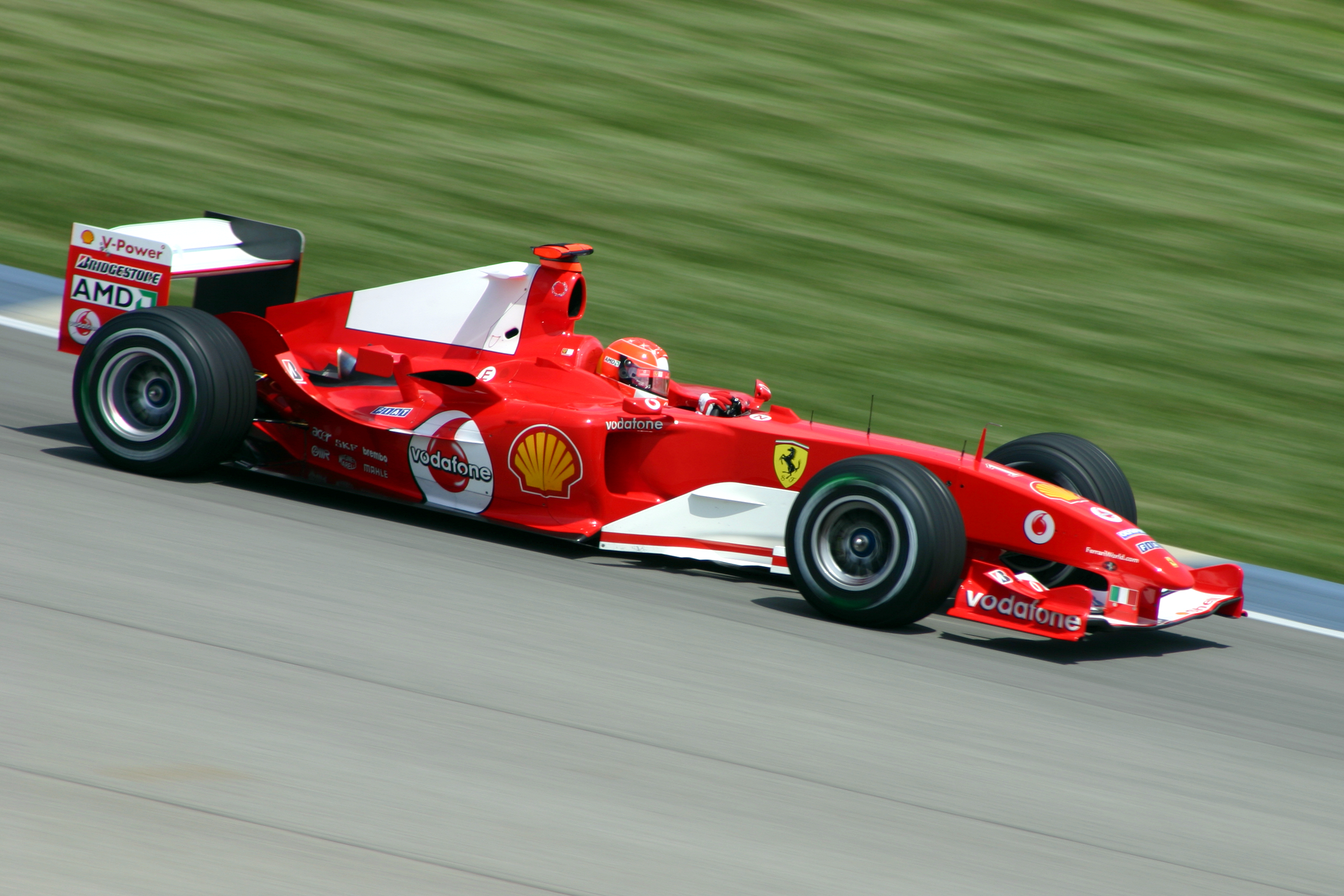
Michael Schumacher w Ferrari F2004 podczas Grand Prix USA 2004

W latach 2000–2004 Schumacher odniósł więcej zwycięstw i zdobył więcej tytułów niż jakikolwiek kierowca w historii Formuły 1. W roku 2000 Schumacher zdobył swój trzeci mistrzowski tytuł po walce z Miką Häkkinenem. Niemiec wygrał pierwsze trzy wyścigi sezonu i pięć z pierwszych ośmiu. Jednakże trzy nieukończone z rzędu przez Schumachera wyścigi w połowie sezonu pozwoliły zbliżyć się Häkkinenowi do Niemca w klasyfikacji i po Grand Prix Belgii objąć prowadzenie w mistrzostwach. Schumacher wygrał Grand Prix Włoch, dzięki czemu zrównał się liczbą zwycięstw w klasyfikacji wszech czasów z Ayrtonem Senną. Zapytany o to na konferencji prasowej Schumacher rozpłakał się. Po zwycięskim Grand Prix Stanów Zjednoczonych powrócił na prowadzenie w mistrzostwach, gdyż Häkkinen nie zdołał ukończyć wyścigu z powodu awarii jego samochodu. Do kolejnego wyścigu o Grand Prix Japonii Schumacher startował z pole position, ale na starcie stracił prowadzenie na rzecz Häkkinena. Po drugim pit-stopie Schumacher znalazł się przed Häkkinenem, dzięki czemu wygrał wyścig i w konsekwencji zapewnił sobie trzeci tytuł mistrzowski.
W sezonie 2001 Schumacher zdobył czwarty tytuł. Wyścigi wygrało jeszcze czterech kierowców, ale żaden z nich nie był w stanie zagrozić Niemcowi, który odniósł dziewięć zwycięstw i zdobył tytuł na cztery wyścigi przed końcem sezonu. Schumacher zakończył mistrzostwa ze 123 punktami, tj. o 58 więcej od drugiego Davida Coultharda. Grand Prix Kanady Schumacher ukończył na drugim miejscu za bratem Ralfem, co było pierwszym podwójnym zwycięstwem braci w Formule 1. Zwyciężając Grand Prix Belgii Schumacher pobił rekord największej liczby zwycięstw, należący do Alaina Prosta.
W 2002 roku Schumacher ponownie zdobył tytuł mistrzowski. W Grand Prix Austrii prowadził jego zespołowy kolega Rubens Barrichello, ale na ostatnich metrach wyścigu, na skutek polecenia zespołu, Brazylijczyk zwolnił, by Schumacher wyprzedził go i wygrał wyścig. Kibice wygwizdali Ferrari i w rezultacie Schumacher wepchał Barrichello na najwyższy stopień podium. Schumacher zdominował Grand Prix Stanów Zjednoczonych, ale pod koniec wyścigu zwolnił tak, by przekroczyć linię mety razem z Barrichello. Niemiec zwolnił jednak za bardzo, dzięki czemu Barrichello odniósł zwycięstwo. Zdobywając piąty tytuł Schumacher wyrównał rekord Juana Manuela Fangio. Ferrari wygrało 15 z 17 wyścigów, a Schumacher zapewnił sobie tytuł na sześć wyścigów przed końcem sezonu, co jest rekordem Formuły 1. Schumacher pobił w tym sezonie również inne rekordy, wygrywając 11 wyścigów, stając na podium w każdym wyścigu, zdobywając 144 punkty i mając przewagę 67 punktów nad drugim kierowcą. Schumacher i Barrichello odnieśli w 2002 roku dziewięć podwójnych zwycięstw (w tym w pięciu ostatnich wyścigach sezonu).
Schumacher pobił rekord Fangio dzięki zdobyciu szóstego tytułu w 2003 roku. W tym wyrównanym sezonie głównymi konkurentami Ferrari byli McLaren i Williams, zaś głównymi rywalami Schumachera byli Kimi Räikkönen (McLaren) i Juan Pablo Montoya (Williams). W pierwszym wyścigu Schumacher wypadł z toru, a w następnych dwóch brał udział w kolizjach. Wskutek tego Schumacher tracił w klasyfikacji 16 punktów do Kimiego Räikkönena, ale wygrał trzy kolejne wyścigi z rzędu, przez co zbliżył się do Räikkönena na dwa punkty, zaś po zwycięstwie w Grand Prix Kanady po raz pierwszy w sezonie objął prowadzenie w mistrzostwach. W połowie sezonu dwa zwycięstwa odnieśli kierowcy Williamsa: Ralf Schumacher i Juan Pablo Montoya, i po Grand Prix Węgier Michael Schumacher miał nad Montoyą i Räikkönenem przewagę odpowiednio jednego i dwóch punktów. Przed następnym wyścigiem FIA ogłosiła zmiany w sposobie mierzenia szerokości opon, przez co dostawca opon dla Williamsa i McLarena – Michelin, musiał zdążyć przeprojektować opony. Schumacher, stosujący opony Bridgestone, wygrał dwa następne wyścigi. Po karze nałożonej na Montoyę podczas Grand Prix Stanów Zjednoczonych za kolizję z Rubensem Barrichello kandydatami do tytułu zostali tylko Schumacher i Räikkönen. Aby zdobyć tytuł, w Grand Prix Japonii Schumacher potrzebował ósmego miejsca, które też osiągnął i zakończył mistrzostwa z dwupunktową przewaga nad Räikkönenem.
Schumacher wygrał 12 z pierwszych 13 wyścigów sezonu 2004, nie kończąc jedynie Grand Prix Monako. Niemiec zapewnił sobie siódmy tytuł w Grand Prix Belgii. Sezon 2004 Schumacher zakończył ze 148 punktami i przewagą 34 punktów nad drugim kierowcą, Rubensem Barrichello, i ustalając nowy rekord 13 zwycięstw w sezonie (na 18 wyścigów).

#### 2005–2006

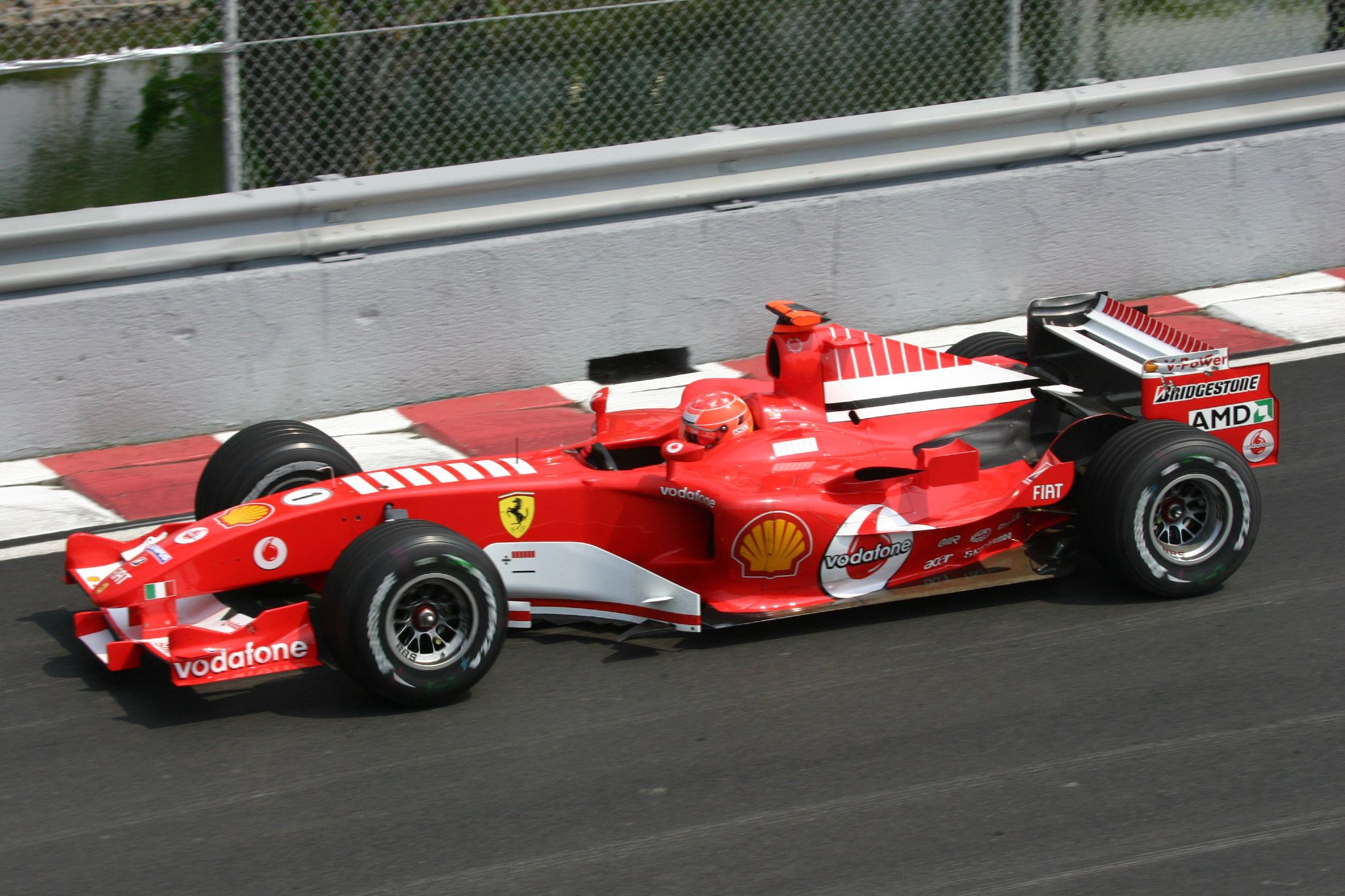
Michael Schumacher w Ferrari F2005 podczas Grand Prix Kanady 2005

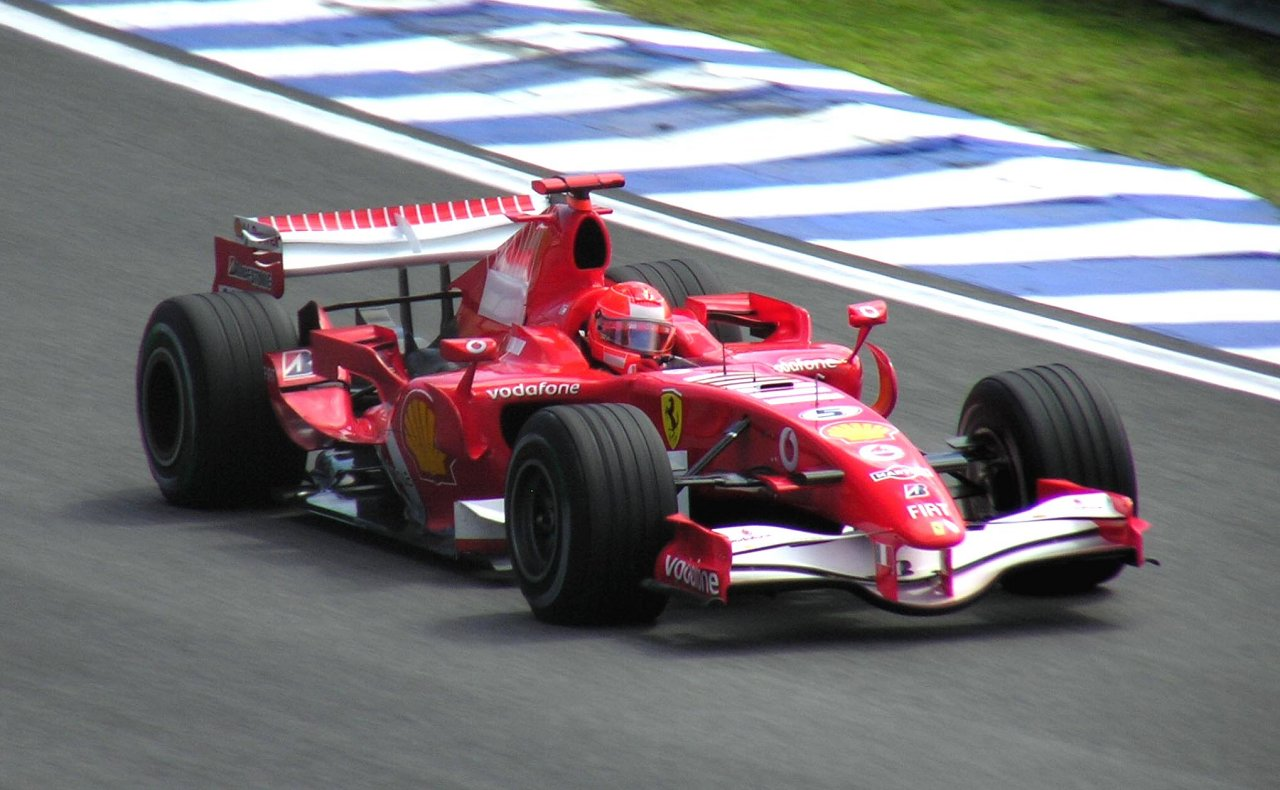
Michael Schumacher w Ferrari 248 F1 podczas Grand Prix Brazylii 2006. Był to ostatni wyścig Schumachera dla Ferrari

Na sezon 2005 zmienił się regulamin, w myśl którego kierowca na jednym komplecie opon musiał pokonać cały dystans wyścigu. Ten zapis dawał przewagę zespołom używającym opon Michelin, przez co miał uatrakcyjnić Formułę 1. Ten sezon był jednocześnie jednym z najtrudniejszych w jego karierze. W pierwszych trzech wyścigach sezonu Schumacher zdobył jedynie dwa punkty zdobyte w drugiej eliminacji sezonu Grand Prix Malezji, a dwóch pozostałych nie zdołał ukończyć przez co do Fernando Alonso tracił aż 24 punkty. W czwartym wyścigu sezonu Grand Prix San Marino Schumacher stoczył z Fernando Alonso walkę o zwycięstwo i ukończył wyścig 0,2 sekundy za Hiszpanem mimo faktu, że startował z 13 miejsca. Jednak kolejnego wyścigu Grand Prix Hiszpanii nie zdołał ukończyć. Kolejny raz na podium stanął podczas Grand Prix Kanady, gdzie był drugi. Jedyne zwycięstwo w roku 2005 Schumacher odniósł podczas kolejnego wyścigu Grand Prix Stanów Zjednoczonych, z którego ze względów bezpieczeństwa po okrążeniu rozgrzewkowym wycofali się wszyscy kierowcy stosujący opony Michelin. Kolejne podium zdobył podczas Grand Prix Francji, gdzie był trzeci. Podczas Grand Prix Węgier zdobył pierwsze i jedyne w tym sezonie pole position, jednak w trakcie wyścigu musiał oddać zwycięstwo Räikkönenowi, przez co uplasował się na drugim miejscu, o jedną pozycję przed swoim młodszym bratem Ralfem. Jak się okazało było to ostatnie podium w sezonie. Później Niemiec prezentował słabą formę przez co najwyższą później pozycją była czwarta podczas Grand Prix Brazylii. Schumacher nie ukończył sześciu z 19 wyścigów i ukończył sezon na trzecim miejscu z 62 punktami – ponad dwa razy mniej od mistrza świata, Alonso. Z powodu braku możliwości zmiany opon podczas wyścigu bolidy Ferrari używające wówczas jako jedyny zespół z czołówki opon Bridgestone były deklasowane przez zespoły używające opon Michelin. Jednak z powodu kontrowersji dotyczących tego przepisu FIA przywróciła możliwość zmiany ogumienia podczas wyścigu przed rozpoczęciem sezonu 2006. W związku z tym Schumacher miał ponownie wrócić do walki o tytuł mistrza świata w kolejnym sezonie.
Sezon 2006 był ostatnim rokiem startów Schumachera dla Ferrari. Po trzech wyścigach Schumacher miał 11 punktów – o 17 mniej od Fernando Alonso. Niemiec wygrał jednak dwa kolejne wyścigi; jego pole position podczas Grand Prix San Marino było 66 w jego karierze, czym Schumacher pobił rekord Ayrtona Senny. Schumacherowi odebrano pole position, które zdobył w Grand Prix Monako. Ta decyzja była umotywowana tym, że Schumacher zatrzymał samochód i zablokował tor w momencie, gdy na swoim najszybszym okrążeniu kwalifikacyjnym był Alonso. W połowie sezonu Schumacher wygrał trzy wyścigi z rzędu – Grand Prix USA, Francji i Niemiec, redukując stratę do Alonso do 11 punktów. Po kolejnych zwycięstwach: w Grand Prix Włoch i Grand Prix Chin, Schumacher przy równej ilości punktów z Fernando Alonso objął po raz pierwszy w sezonie prowadzenie w mistrzostwach. Schumacher prowadził również w Grand Prix Japonii, ale na szesnaście okrążeń przed końcem, po raz pierwszy od Grand Prix Francji 2000, w samochodzie Niemca zepsuł się silnik, co wykorzystał Alonso, wygrywając ten wyścig, odskakując w klasyfikacji Schumachera o 10 punktów. W związku z tym Schumacher mógł zdobyć tytuł tylko, gdyby wygrał Grand Prix Brazylii, a Alonso nie zdobył punktów.
Przed Grand Prix Brazylii w podziękowaniu za lata spędzone w Formule 1 Pelé wręczył Schumacherowi specjalne trofeum. Z powodu problemów z ciśnieniem paliwa w trzeciej sesji kwalifikacyjnej do wyścigu Schumacher startował z dziesiątego miejsca. W trakcie wyścigu Schumacher przebił oponę po kontakcie z przednim spojlerem Giancarlo Fisichelli. Po pit-stopie Schumacher spadł na 19 miejsce ze stratą 70 sekund do liderującego Felipe Massy, ale mimo to zdołał finiszować na czwartym miejscu, natomiast Alonso ukończył wyścig na drugim miejscu i został mistrzem świata. Schumacher zakończył sezon zdobywając wicemistrzostwo świata zdobywając 121 punktów, ze stratą 13 punktów do Hiszpana.

### 2007–2009: pierwsze zakończenie kariery

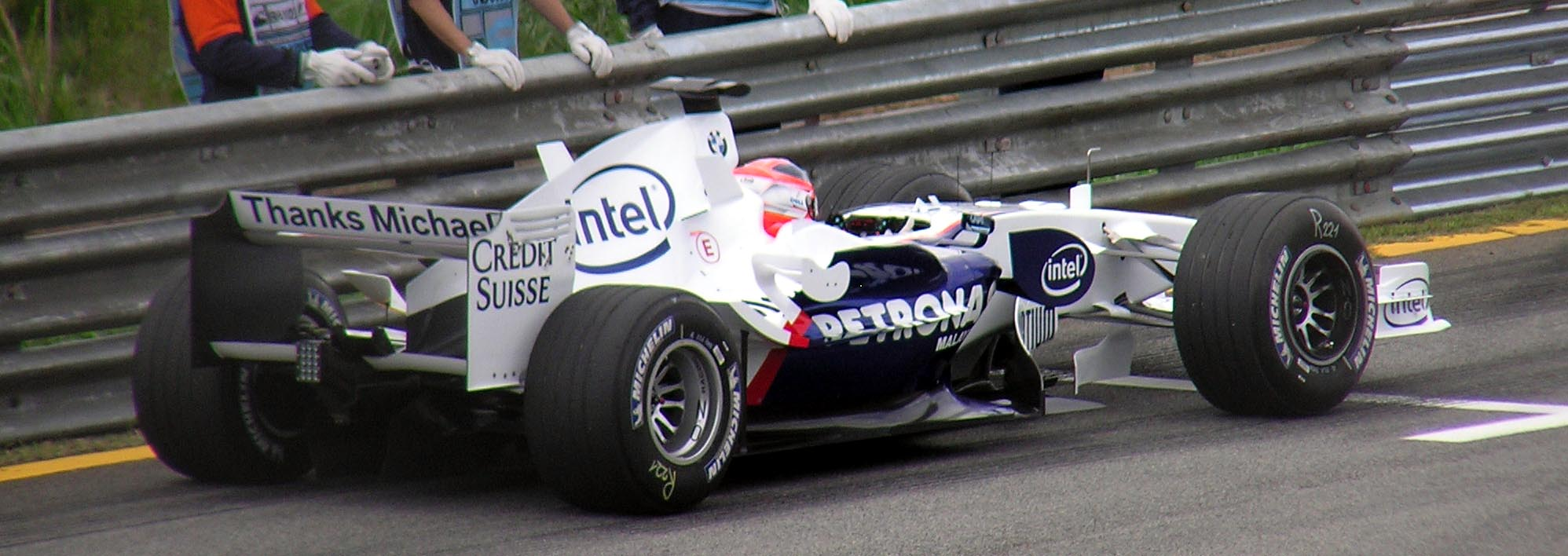
BMW Sauber F1.06 z napisem „Thanks Michael” („Dzięki Michael”)

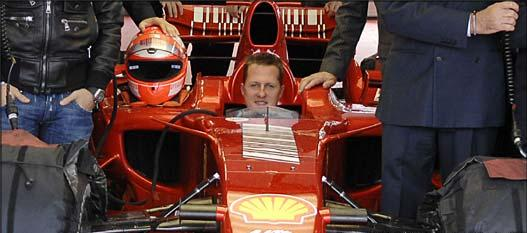
Michael Schumacher przed krótkim testem w Ferrari F2007 w 2007 roku

Kiedy Schumacher znajdował się na podium po wygraniu Grand Prix Włoch 2006, Ferrari wydało oświadczenie prasowe ogłaszające wycofanie się Schumachera z wyścigów po sezonie 2006. Schumacher potwierdził tę informację. Oświadczenie głosiło, że Schumacher będzie nadal pracował w Ferrari. 29 października 2006 roku ogłoszono, że Ferrari chce, by Schumacher był asystentem dyrektora generalnego Jeana Todta. Na tym stanowisku Schumacher miałby wpływ na wybór przyszłych kierowców Ferrari. Po ogłoszeniu, że Schumacher rezygnuje ze ścigania, tacy kierowcy jak Niki Lauda czy David Coulthard okrzyknęli Schumachera najlepszym i najbardziej wszechstronnym kierowcą wszech czasów, a włoska prasa i tifosi na wieść o rezygnacji Schumachera zareagowali bardzo emocjonalnie.

#### 2007: doradca w Ferrari
Podczas sezonu 2007 Schumacher pojawił się na kilku Grand Prix. Niemiec prowadził także Ferrari F2007, po raz pierwszy 24 października na torze Fiorano. Schumacher pokonał pięć okrążeń i nie zanotował mierzonego czasu okrążenia. Rzecznik Ferrari powiedział, że ten krótki test odbył się dla zarządu firmy FIAT, który przebywał w tym czasie na spotkaniu w Maranello.
W trakcie sezonu 2007 Schumacher pełnił rolę doradcy i „superasystenta” Jeana Todta. 13 listopada Niemiec odbył oficjalną sesję testową, a w grudniu na torze Jerez kontynuował pomaganie Ferrari w programie rozwojowym. Schumacher skupił się na testowaniu elektroniki i opon na sezon 2008.

#### 2008: rozwój samochodów
W 2007 roku Ross Brawn powiedział, że bardzo prawdopodobne jest, że Schumacher będzie kontynuował testowanie w 2008 roku. Schumacher wyjaśnił później, że jego zadaniem jest rozwój samochodów w Scuderia Ferrari i w związku z tym będzie jeździł, jednak niezbyt często. W 2008 roku Schumacher uczestniczył także w wyścigach motocyklowych w serii IDM Superbike, ale oświadczył, że nie ma zamiaru poważnie angażować się w ściganie motocyklami.

#### 2009: planowane zastępstwo za Massę
Podczas kwalifikacji do Grand Prix Węgier 2009 etatowy kierowca Ferrari, Felipe Massa, został poważnie ranny po uderzeniu sprężyną w głowę. Gdy stało się jasne, że Massa nie zdoła wystartować w następnym wyścigu sezonu, w charakterze jego zastępcy wybrano Michaela Schumachera, który miał ścigać się w Ferrari do momentu całkowitego wyzdrowienia Massy. Aby przygotować się do powrotu, Schumacher testował zmodyfikowane Ferrari F2007. Z powodów regulaminowych Schumacher nie mógł testować samochodu z 2009 roku, a wnioskowi Ferrari o pozwolenie na takie testy sprzeciwiły się Williams, Red Bull i Toro Rosso. Schumacher odwołał swój powrót z powodu kontuzji szyi, którą odniósł wcześniej na skutek wypadku na motocyklu. Massę zastąpił więc Luca Badoer, a następnie Giancarlo Fisichella.

### Mercedes (2010–2012)
23 grudnia 2009 roku ogłoszono, że Schumacher w sezonie 2010 wróci do Formuły 1, wraz z Nico Rosbergiem będąc kierowcą Mercedesa, powstałego na bazie mistrzowskiego Brawn GP i powracającego do Formuły 1 w charakterze konstruktora po 55 latach. Schumacher stwierdził, że czynnikami, które skłoniły go do powrotu, było wznowione zainteresowanie Formułą 1 po nieudanej próbie zastąpienia Felipe Massy, możliwość jazdy dla Mercedesa oraz ponowienie współpracy z Rossem Brawnem. Po serii testów medycznych zostało potwierdzone, że kontuzja szyi Niemca została całkowicie wyleczona. Schumacher podpisał trzyletni kontrakt z zarobkami w wysokości 21 milionów funtów rocznie. Powrót 41-letniego Schumachera był porównywany do powrotów Nikiego Laudy w roku 1982 (33 lata) oraz Nigela Mansella w sezonie 1994 (41 lat). W tym kontekście wymieniano także Juana Manuela Fangio, który zdobył swój piąty tytuł mistrzowski w wieku 46 lat.

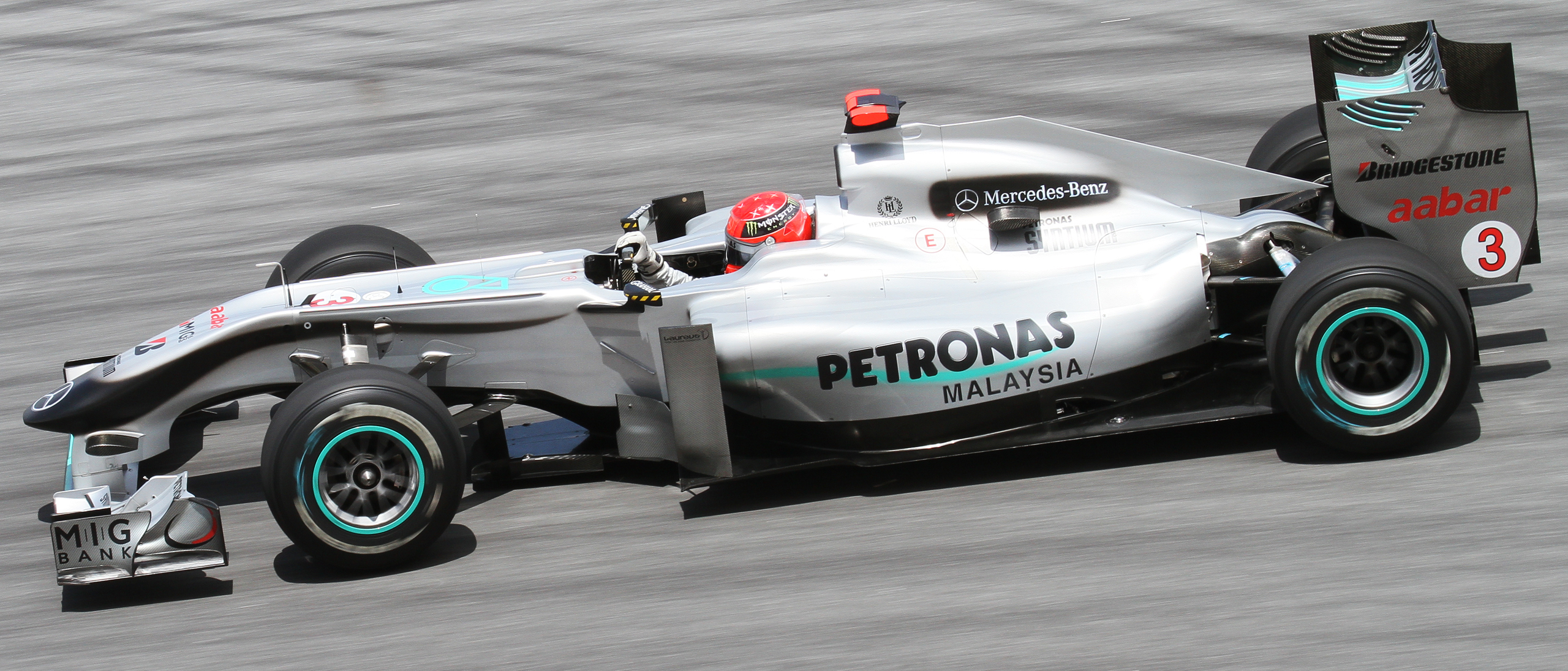
Michael Schumacher w Mercedesie MGP W01 podczas Grand Prix Malezji 2010

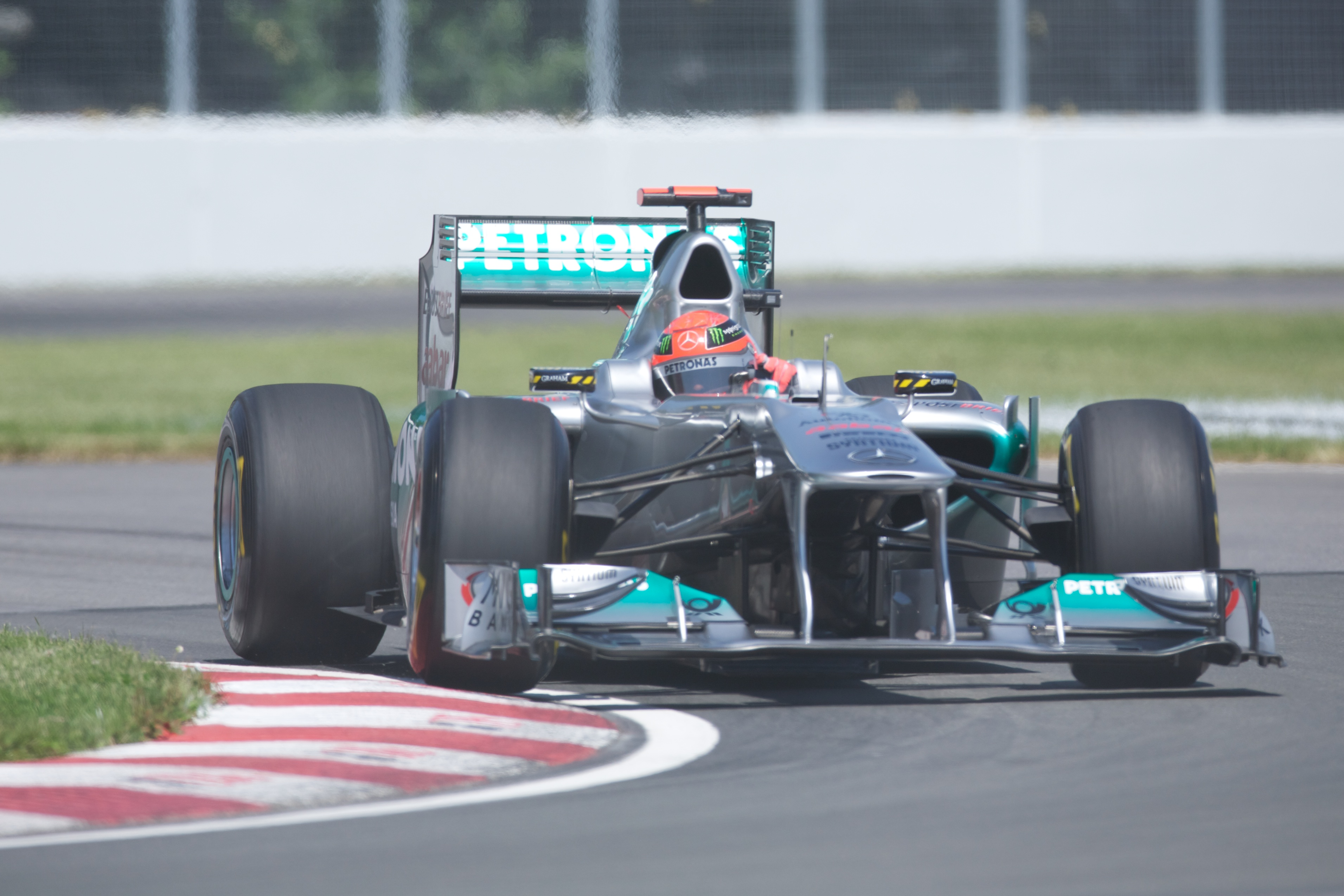
Michael Schumacher w Mercedesie MGP W02 podczas Grand Prix Kanady 2011

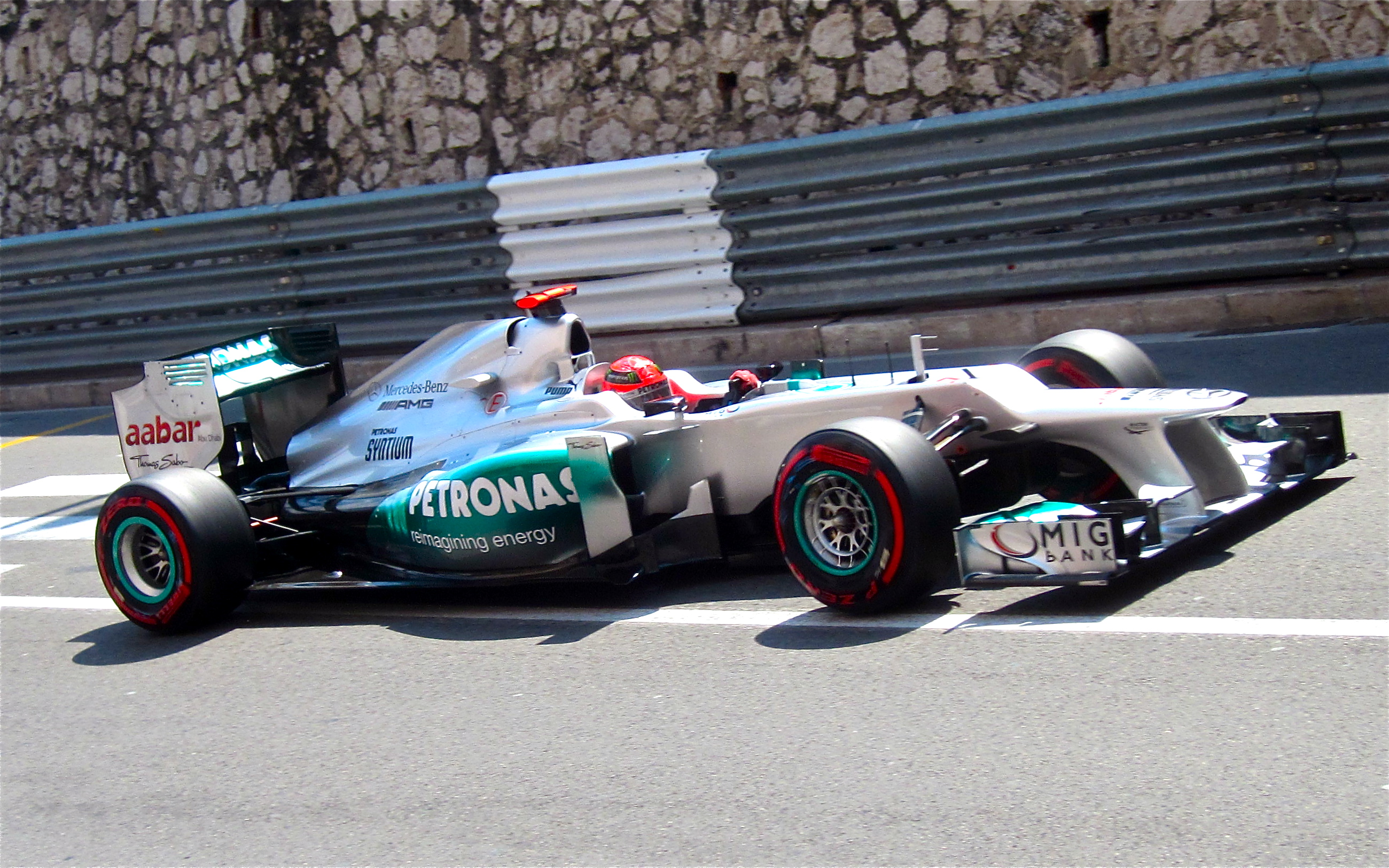
Michael Schumacher w Mercedesie F1 W03 podczas Grand Prix Monako 2012

Pierwszy sezon po powrocie nie był dla Schumachera udany. Problemem Niemca była podsterowność Mercedesa MGP W01 oraz wprowadzone od 2010 roku węższe przednie opony. Schumacher regularnie okazywał się wolniejszy od Nico Rosberga, ustępując mu piętnastokrotnie w kwalifikacjach oraz trzynastokrotnie podczas wyścigów. W sezonie 2010 niemiecki kierowca ukończył wyścig najwyżej na czwartym miejscu – podczas Grand Prix Hiszpanii, Grand Prix Turcji oraz Grand Prix Korei Południowej. Podczas Grand Prix Monako, na ostatnim okrążeniu, tuż po zjeździe samochodu bezpieczeństwa, Schumacher wyprzedził w ostatnim zakręcie Fernando Alonso, co było niezgodne z przepisami; za to przewinienie Niemiec otrzymał karę doliczenia 20 sekund do końcowego rezultatu, w efekcie czego spadł z szóstej na 12 pozycję. Na 66 okrążeniu Grand Prix Węgier Schumacher bronił dziesiątego miejsca i próbował na prostej startowej zepchnąć Rubensa Barrichello na ścianę oddzielającą tor od boksów, za co otrzymał karę przesunięcia o dziesięć miejsc startowych w następnym Grand Prix. Sezon Schumacher ukończył na dziewiątym miejscu w klasyfikacji kierowców, uzyskując 72 punkty – o 70 mniej od Nico Rosberga. Był to pierwszy sezon siedmiokrotnego mistrza świata od roku 1991, w którym nie uzyskał zwycięstwa, pole position, podium lub najszybszego okrążenia.
Początek sezonu 2011 również nie obfitował w sukcesy. Do Grand Prix Monako Schumacher zdobył 14 punktów, w tym osiem punktów za szóste miejsce w Grand Prix Hiszpanii. Podczas deszczowego Grand Prix Kanady Schumacher na kilka okrążeń przed metą jechał na drugim miejscu, ale ostatecznie ukończył zawody jako czwarty po tym, gdy został wyprzedzony przez Jensona Buttona i Marka Webbera, którzy użyli systemu DRS. W dwóch kolejnych wyścigach Schumacher był uwikłany w kolizje. W trakcie kwalifikacji do Grand Prix Belgii Niemiec na skutek wypadku (którego przyczyną było urwane koło) nie zanotował czasu okrążenia i startował z ostatniego, 24 miejsca, ale mimo to zdołał ukończyć wyścig na piątym miejscu, podobnie jak Grand Prix Włoch. Podczas Grand Prix Japonii Schumacher prowadził w wyścigu, po raz pierwszy od Grand Prix Japonii 2006. Mając wówczas 42 lata, Schumacher stał się najstarszym kierowcą prowadzącym w wyścigu od czasów Jacka Brabhama, który mając 44 lata prowadził w wyścigach w sezonie 1970. Na koniec sezonu z 76 punktami Schumacher został sklasyfikowany na ósmym miejscu w klasyfikacji generalnej kierowców. Nico Rosberg ponownie zdobył więcej punktów, 89 punktów.
Używany przez Schumachera w roku 2012 Mercedes F1 W03 był bardziej konkurencyjnym samochodem, niż jego poprzednicy: do Grand Prix Australii Niemiec zakwalifikował się na czwartym miejscu, w kwalifikacjach do Grand Prix Malezji był trzeci, a kwalifikacje do Grand Prix Chin ukończył na drugim miejscu. Schumacher wygrał kwalifikacje do Grand Prix Monako, ale nie zdobył pole position ze względu na karę, jaką nałożono na niego za kolizję z Bruno Senną w Grand Prix Hiszpanii. Jednakże mimo dobrych wyników w kwalifikacjach wysoka awaryjność jego samochodu podczas wyścigów spowodowała, że z pierwszych siedmiu wyścigów Schumacher nie ukończył pięciu, a w pozostałych dwóch zdobył dwa punkty. W Grand Prix Europy niemiecki kierowca zdobył trzecie miejsce, co było jego pierwszym i jedynym podium od momentu powrotu do Formuły 1. Schumacher stał się wówczas najstarszym zdobywcą podium od 1970 roku, kiedy to Jack Brabham był drugi w Grand Prix Wielkiej Brytanii. Słabsza dyspozycja jego samochodu w dalszej części sezonu spowodowała, że Niemiec nie odnosił już takich sukcesów, pod koniec roku nie zdobywając również punktów przez sześć wyścigów z rzędu. Podczas Grand Prix Niemiec Schumacher ustalił jeszcze 77 najszybsze okrążenie w swojej karierze (było to jego pierwsze i jedyne najszybsze okrążenie od momentu powrotu do Formuły 1).
28 września do wiadomości została podana informacja, że Schumachera w Mercedesie zastąpi Lewis Hamilton. 4 października Schumacher ogłosił definitywne wycofanie się z Formuły 1 z końcem sezonu, argumentując to spadkiem motywacji. Ostatni wyścig w swojej karierze – Grand Prix Brazylii 2012 – Schumacher ukończył na siódmym miejscu. W całym sezonie Niemiec zgromadził 49 punktów, co dało mu 13. miejsce w klasyfikacji generalnej. Michael Schumacher w swoim ostatnim starcie w barwach Mercedesa miał 43 lata, 10 miesięcy oraz 22 dni, co stawia go na pierwszym miejscu w rankingu najstarszych kierowców F1 w XXI wieku. 

## Kask

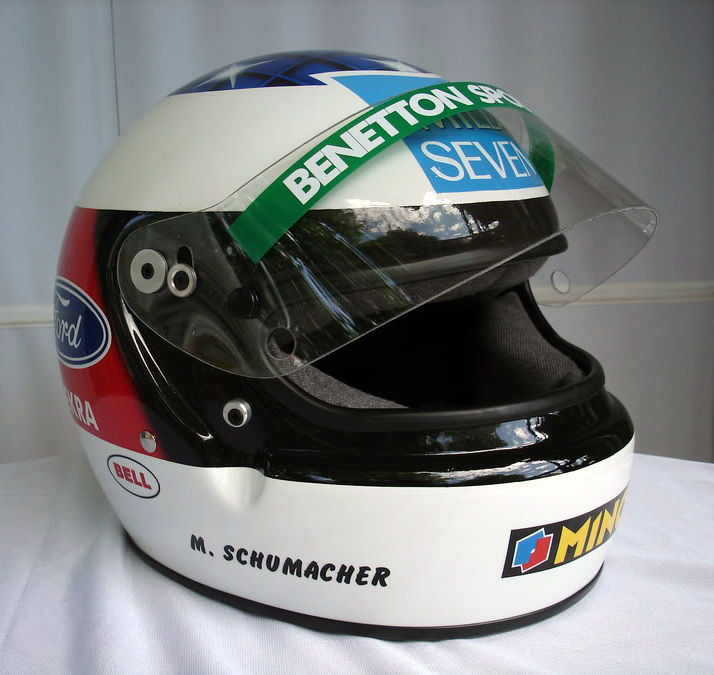
Kask Schumachera z 1994 roku

Schumacher, we współpracy z firmą Schuberth, pomógł w rozwoju pierwszego lekkiego kasku z włókien węglowych. W 2004 roku prototyp tego kasku został w ramach testów publicznie przejechany przez czołg i przetrwał tę próbę nietknięty. Kask zapewniał kierowcy chłód poprzez możliwość sterowania przepływem powietrza przez pięćdziesiąt otworów wentylacyjnych.

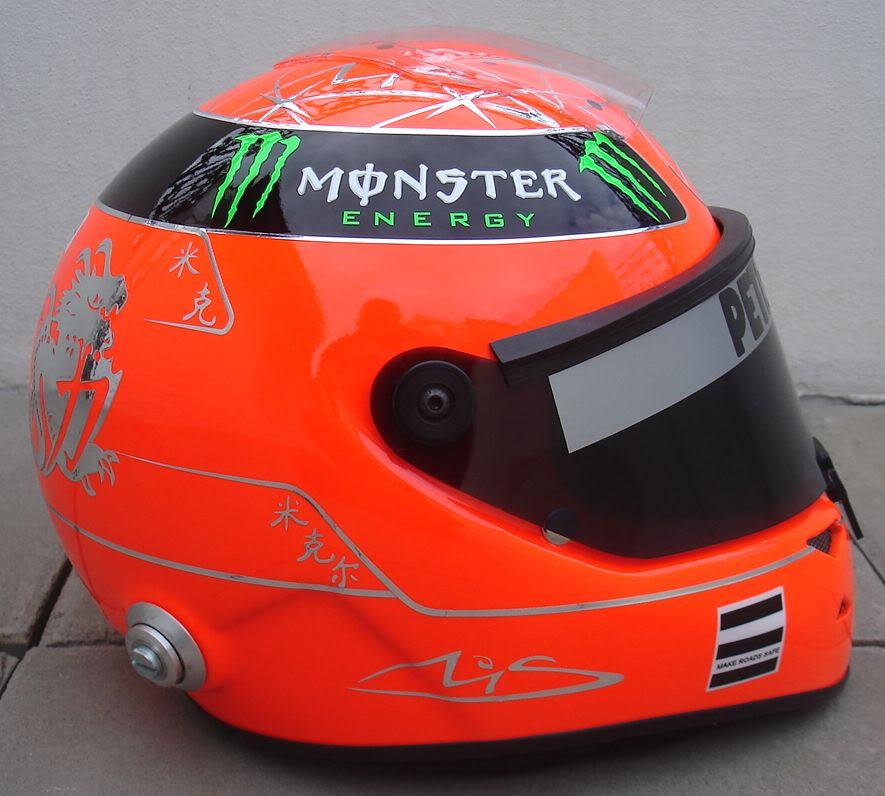
Kask Schumachera z 2011 roku

Początkowo kask Schumachera zawierał kolory niemieckiej flagi i naklejki sponsorów, a na górze znajdowało się niebieskie koło z białymi gwiazdami. Kiedy zespołowym partnerem Schumachera został Jos Verstappen, Niemiec dodał podłużne czerwone paski nad wizjerem, by łatwo można było odróżnić jego kask od kasku Verstappena. Po dołączeniu do Ferrari z tyłu kasku Schumacher dodał symbol Ferrari – czarnego skaczącego konia. Od Grand Prix Monako 2000, aby łatwo było odróżnić kask Schumachera od kasku jego nowego kolegi zespołowego – Rubensa Barrichello, Schumacher zamienił niebieski kolor na górze kasku oraz niektóre białe obszary na kolor czerwony. Od roku 2004 w okolicach flagi niemieckiej kask zawierał linie podłużne oraz pionową, początkowo po to, by umieścić w nich logo sponsora AMD. Schumacher ponadto zastosował pięciokrotnie specjalny projekt kasku. Na Grand Prix Japonii 1998 (który to wyścig decydował o przyznaniu tytułu Schumacherowi albo Mice Häkkinenowi) Niemiec zastąpił część flagi niemieckiej motywem czarno-białej szachownicy, a używany na kasku biały kolor zastąpił odblaskowym srebrnym. Na Grand Prix Włoch 2004, w celu uhonorowania Ferrari, Schumacher zastąpił flagę niemiecką flagą Włoch. W Grand Prix Brazylii 2006 (wówczas planowany jako ostatni wyścig Schumachera w karierze) Niemiec zastosował cały czerwony kask, na którym umieścił nazwy wszystkich 91 wygranych wyścigów. Podczas Grand Prix Belgii 2011, gdzie Schumacher świętował dwudziestolecie startów w Formule 1, zastosował pamiątkowy, pozłacany kask, zawierający ówczesny rok, rok debiutu oraz lata, w których zdobył tytuły mistrzowskie. W Grand Prix Belgii 2012 Schumacher użył platynowego kasku, który upamiętnił jego trzysetne Grand Prix.

## Nagrody i wyróżnienia

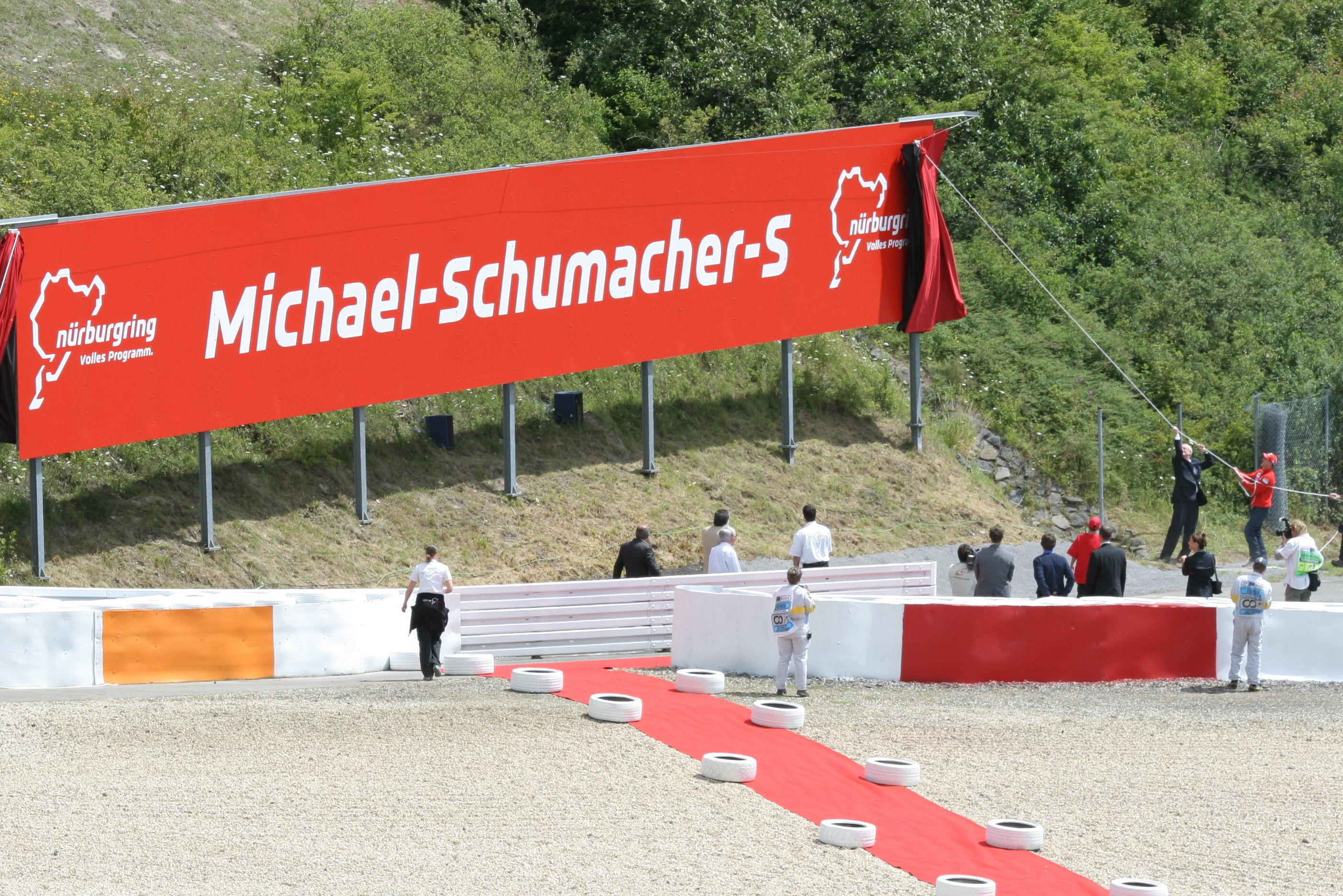
W 2007 roku zakręty 8–9 na torze Nürburgring zostały przemianowane na cześć Schumachera

W trakcie kariery Schumacher był nagradzany wiele razy. Za wkład w sport i podnoszenie świadomości na temat edukacji dzieci w kwietniu 2002 roku został mianowany Mistrzem Sportu UNESCO. Za występy w sezonach 2001 i 2003 dwukrotnie zdobył nagrodę Laureus World Sportsman of the Year, w latach 2002 i 2004; był także nominowany do tej nagrody w latach 2001, 2003, 2005 i 2007. W latach 1995 i 2004 Schumacher zdobył nagrodę dla Niemieckiego Sportowca Roku. W latach 1995 oraz 2000–2002 został uznany przez magazyn „Autosport” Kierowcą Wyścigowym Roku. Natomiast w 2003 roku odebrał Trofeum Lorenzo Bandiniego. Trzykrotnie z rzędu w latach 2001–2003 był wybierany najlepszym sportowcem Europy według agencji prasowych PAP i UEPS.
W uznaniu za osiągnięcia i wkład w poprawę bezpieczeństwa i sportu, w 2006 roku Schumacher został uhonorowany nagrodą FIA Gold Medal for Motor Sport (złotym medalem FIA). W 2007 roku tor wyścigowy Nürburgring przemianował zakręty 8 i 9 (Audi Kurve i Shell Kurve) na „Schumacher S”. W tym samym roku za sportowe męstwo oraz działania na rzecz ludzkości Schumacher otrzymał Nagrodę Księcia Asturii w dziedzinie sportu.
W 2008 roku Szwajcarski Związek Piłki Nożnej wybrał Schumachera jako ambasadora Szwajcarii na piłkarskie Mistrzostwa Europy.
30 kwietnia 2010 roku z ręki francuskiego premiera François Fillona Schumacher został odznaczony orderem Oficera Legii Honorowej.

## Kontrowersje
W trakcie kariery Schumacher był zaangażowany w kilka kontrowersyjnych incydentów.

### Kolizje decydujące o mistrzostwie
Przed ostatnim wyścigiem sezonu 1994, Grand Prix Australii, Schumacher miał nad Damonem Hillem przewagę jednego punktu. Niemiec od startu był liderem wyścigu, ale na 36 okrążeniu wyjechał poza tor i uderzył prawymi kołami w ścianę. Schumacher wrócił na tor ze zmniejszoną prędkością i uszkodzonym samochodem, ale nadal prowadził w wyścigu. W następnym zakręcie Hill podjął próbę wyprzedzenia Schumachera po wewnętrznej, ale Niemiec ostro skręcił i doszło do kolizji. Oba samochody odpadły z wyścigu, co oznaczało, że Schumacher został mistrzem świata. Sędziowie ocenili to zdarzenie jako incydent wyścigowy i nie podjęli przeciwko żadnemu kierowcy jakichkolwiek działań, ale opinia publiczna była w tej sprawie podzielona, a Schumacher był oczerniany w szczególności przez brytyjskie media.
W sezonie 1997, przed ostatnim wyścigiem – Grand Prix Europy, Schumacher prowadził w klasyfikacji kierowców, a drugi Jacques Villeneuve miał do niego punkt straty. W trakcie wyścigu, na 48 okrążeniu w zakręcie Dry Sack, Villeneuve próbował wyprzedzić Schumachera, który w odpowiedzi wjechał prawym przednim kołem w lewy bok samochodu Villeneuve’a. Schumacher wycofał się z wyścigu, a Villeneuve ukończył go na trzecim miejscu i został mistrzem świata. Początkowo sędziowie nie nałożyli na Schumachera żadnej kary, ale dwa tygodnie po wyścigu 11 listopada 1997 roku Niemiec decyzją Światowej Rady Sportów Motorowych przy Międzynarodowej Federacji Samochodowej FIA został zdyskwalifikowany z całego sezonu 1997. Dodatkowo w ramach tejże kary musiał wykonywać prace społeczne na rzecz FIA polegające na udziale w kampanii na rzecz bezpieczeństwa drogowego. Decyzja ta zapadła po przesłuchaniu FIA, która orzekła, że manewr był „poważnym błędem”. Schumacher zaakceptował karę i przyznał, że rzeczywiście popełnił błąd. Działania Schumachera były szeroko krytykowane w prasie brytyjskiej, niemieckiej i włoskiej. Dyskwalifikacja Schumachera była pierwszym i jedynym wykluczeniem kierowcy z całego sezonu w historii Formuły 1. Konstruktorami, których spotkała podobna kara, byli Tyrrell w 1984 roku (za stosowanie niedozwolonego balastu) oraz McLaren w roku 2007 (za nielegalne zdobycie informacji technicznych Ferrari).

### Polecenia zespołowe

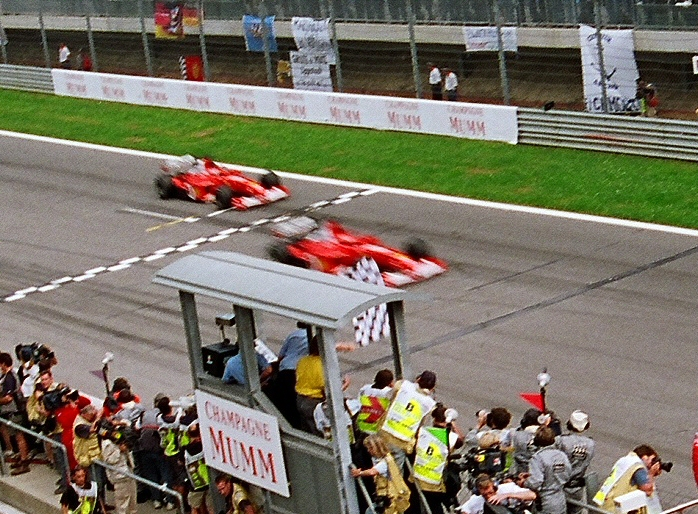
Rubens Barrichello przepuszcza Michaela Schumachera na ostatnich metrach Grand Prix Austrii 2002

Polecenia zespołowe historycznie zawsze były akceptowane jako część Formuły 1. Jednakże na ostatnich metrach Grand Prix Austrii 2002 zespołowy partner Schumachera, Rubens Barrichello, spowolnił samochód wskutek polecenia Ferrari, by zostać wyprzedzonym przez Schumachera, który w następstwie tego wygrał wyścig. Chociaż taka zamiana pozycji nie łamała żadnych punktów ówczesnego regulaminu, to zachowanie Ferrari zezłościło kibiców, którzy wygwizdali zespół. Na podium po wyścigu Schumacher wepchnął Barrichello na najwyższy stopień. Za to naruszenie ceremonii Ferrari zostało ukarane grzywną w wysokości miliona dolarów. W późniejszej części sezonu, pod koniec Grand Prix Stanów Zjednoczonych, prowadzący Schumacher zwolnił tuż przed metą i został wyprzedzony przez Barrichello, który wygrał z przewagą 0,011 sekundy. Wyjaśnienia Schumachera dotyczące takiego zachowania różniły się: z jednej strony Niemiec utrzymywał, że chciał zrewanżować się Barrichello za Grand Prix Austrii, a z drugiej powiedział, że chciał doprowadzić w tym wyścigu do remisu (sytuacja taka jest prawie niemożliwa we współczesnych sportach motorowych). W październiku 2002 roku FIA zabroniła stosowania poleceń zespołowych, które wpływają na wyniki wyścigu, ale ze względu na trudność w egzekwowaniu tego zakazu przywróciła legalność poleceń zespołowych po sezonie 2010.

### Niebezpieczna jazda
W sezonie 1991 Mistrzostw Świata Samochodów Sportowych, jeżdżąc w Sauberze, Schumacher podczas rundy 430 km Nürburgring był zaangażowany w poważny incydent z Derekiem Warwickiem. Podczas próby ustanowienia szybkiego okrążenia w kwalifikacjach Schumacher natknął się na wolnego Jaguara XJR-14 Warwicka, co spowolniło Niemca. W odwecie Schumacher wjechał swoim Sauberem w samochód Warwicka, uderzając w nos i przednie koło Jaguara. Warwick, rozwścieczony postawą Niemca, zjechał do boksów i gonił uciekającego Schumachera. Brytyjczyk dogonił Niemca i tylko interwencja Jochena Massa powstrzymała go od fizycznego ataku na Schumachera.
Podczas Grand Prix Kanady 1998 Schumacher, wyjeżdżając z boksów, zepchnął Heinza-Haralda Frentzena poza tor, powodując jego wycofanie się z wyścigu. Schumacher otrzymał za to karę stop & go, ale mimo to wygrał wyścig.
Pod koniec Grand Prix Węgier 2010 Rubens Barrichello podjął próbę wyprzedzenia Schumachera na prostej startowej. Schumacher zjechał bliżej prawej strony toru, spychając jadącego 290 km/h Barrichello bardzo blisko betonowej ściany. Mimo faktu, że nie doszło do wypadku, Barrichello stwierdził, że był to najbardziej niebezpieczny incydent w jego karierze, a wielu komentatorów i byłych kierowców krytykowało Schumachera. Sam incydent został przez sędziów uznany za niebezpieczny, wskutek czego Schumacher otrzymał karę przesunięcia o dziesięć pól startowych w następnym Grand Prix. Niemiec zaakceptował karę i przeprosił.

### Pozostałe incydenty
Po Grand Prix Brazylii 1995 Michael Schumacher i David Coulthard – obaj ścigający się w zespołach używających silników Renault i olejów Elf – zostali zdyskwalifikowani za stosowanie nieregulaminowego paliwa. Po apelacji obu kierowcom przywrócono początkowe rezultaty i punkty, ale Benetton i Williams nie odzyskali straconych punktów w klasyfikacji konstruktorów.
Na dwa okrążenia przed zakończeniem Grand Prix Wielkiej Brytanii 1998, prowadzący Schumacher otrzymał karę stop & go za wyprzedzenie dublowanego Alexandra Wurza w momencie, gdy na torze znajdował się samochód bezpieczeństwa. Regulamin mówił, że kierowca musi zjechać na karę w ciągu trzech okrążeń od momentu, w którym się o niej dowiedział. Na trzecim okrążeniu od momentu otrzymania kary, a zatem na ostatnim okrążeniu wyścigu, Schumacher zjechał do boksów na odbycie kary. Jako że boks Ferrari znajdował się za linią startu/mety, technicznie Schumacher zakończył wyścig przed odbyciem kary. Początkowo sędziowie chcieli rozwiązać ten problem przez dodanie Schumacherowi dziesięciu sekund do końcowego czasu, ale później całkowicie anulowali karę z powodu nieprawidłowości, które wystąpiły przy nałożeniu kary stop & go.
Podczas ulewnego Grand Prix Belgii 1998 prowadzący Schumacher próbował zdublować Davida Coultharda, ale w trakcie tej próby doszło między tymi kierowcami do kolizji, po której Schumacher wycofał się z wyścigu. Po wyścigu Schumacher wtargnął do garażu McLarena i oskarżył Coultharda o to, że ten próbował go zabić, a członkowie Ferrari i McLarena byli zmuszeni rozdzielić kierowców. Coulthard przyznał później, że był winowajcą kolizji.
W trakcie kwalifikacji do Grand Prix Monako 2006 Schumacher ustalił najszybszy czas, ale następnie zatrzymał się w zakręcie Rascasse na tzw. idealnej linii jazdy, przez co częściowo zablokował zakręt. Działo się to w czasie, gdy jego główny rywal w walce o tytuł, Fernando Alonso, ustanawiał swoje ostatnie okrążenie kwalifikacyjne, mogące zmienić wyniki kwalifikacji. Schumacher utrzymywał, że wjeżdżając w zakręt zablokował koła, a podczas próby zawrócenia w jego samochodzie zgasł silnik. Alonso natomiast twierdził, że gdyby nie doszło do incydentu, to zdobyłby pole position. Schumacher został karnie przesunięty i do wyścigu startował z końca stawki. Z drugiej strony, po tej samej sesji Giancarlo Fisichella został obwiniony o uniemożliwienie polepszenia czasu Davidowi Coulthardowi, ale otrzymał karę przesunięcia tylko o pięć pól startowych.
Podczas Grand Prix Monako 2010, po kolizji Karuna Chandhoka z Jarno Trullim, na tor wyjechał samochód bezpieczeństwa, który zjechał do boksów na ostatnim okrążeniu. W ostatnim zakręcie wyścigu Schumacher wyprzedził Fernando Alonso. Mercedes bronił Niemca twierdząc, że nawet gdy samochód bezpieczeństwa zjeżdża na ostatnim okrążeniu, to zielone flagi oraz komunikaty „Safety Car in this lap” („samochód bezpieczeństwa zjedzie na tym okrążeniu”) oraz „track clear” („droga wolna”) oznaczają, że kierowcy ścigają się do końca wyścigu. Mimo to FIA uznała Schumachera za winnego naruszenia przepisów dotyczących samochodu bezpieczeństwa i nałożyła na niego karę doliczenia 20 sekund do końcowego rezultatu, w efekcie czego Schumacher spadł z szóstego na dwunaste miejsce.

## Rodzina i życie poza torem

Autograf Michaela Schumachera

Młodszy brat Schumachera, Ralf, był kierowcą Formuły 1 w latach 1997–2007. Ich przyrodni brat Sebastian Stahl także był kierowcą wyścigowym.
W sierpniu 1995 roku ożenił się z Corinną Betsch, z którą ma dwoje dzieci: Ginę-Marię (ur. 20 lutego 1997) i Micka (ur. 22 marca 1999). Zawsze bardzo chronił swoje życie prywatne. W 2007 roku przeniósł się z rodziną do domu niedaleko miejscowości Gland w Szwajcarii – posiadłości o powierzchni mieszkalnej 650 m² z własnym podziemnym garażem i stacją benzynową, usytuowanymi na prywatnej plaży nad Jeziorem Genewskim. Przyjęli dwa psy, z czego jednego, bezpańskiego, przygarnęła Corinna w Brazylii, a drugi to owczarek australijski imieniem Ed. Po zakupie psa Schumacher osobiście prowadził taksówkę przez Coburg, a chcąc zdążyć na samolot odlatujący do Szwajcarii, wielokrotnie łamał przepisy. Zarówno Schumacher, jak i taksówkarz, zostali upomnieni przez lokalną policję.
Hobbystycznie uprawiał jazdę konną i piłkę nożną. Występował w amatorskich szwajcarskich klubach piłkarskich: FC Aubonne i FC Echichens. Wielokrotnie uczestniczył także w piłkarskich meczach charytatywnych. Został kibicem klubu 1. FC Köln.
23 czerwca 2003 roku został ambasadorem w misji specjalnej Republiki San Marino.
Był ambasadorem UNESCO i przeznaczył na rzecz tej organizacji 1,5 mln euro, wspierając tym samym budowę szkoły dla biednych dzieci w Dakarze, budowę szpitala dla dziecięcych ofiar wojny w Sarajewie i budowę „Pałacu dla Ubogich” w Limie – centrum dla bezdomnych dzieci, zapewniające im edukację, naukę, jedzenie, opiekę medyczną i schronienie. Schumacher stwierdził, że jego motywacją w takich działaniach jest miłość do dzieci oraz fakt, że nie poświęca się tym sprawom zbyt wiele uwagi. Schumacher przeznaczył dziesięć milionów dolarów na rzecz ofiar tsunami na Oceanie Indyjskim w 2004 roku, w którym zginął jego ochroniarz Burkhard Cramer wraz z dwójką synów. Ta darowizna była większa niż darowizna jakiegokolwiek sportowca, większości lig sportowych, wielu korporacji i niektórych krajów. Nieznana jest dokładna suma przeznaczona przez Schumachera na działalność charytatywną, ale wiadomo, że w latach 2003–2006 poświęcił na nią przynajmniej 50 milionów dolarów. W 2008 roku podarował William J. Clinton Presidential Center and Park od pięciu do dziesięciu milionów dolarów.
W ramach kary za kolizję podczas Grand Prix Europy 1997 musiał wziąć udział w kampanii FIA na rzecz bezpieczeństwa drogowego. Od tamtego czasu Schumacher kontynuował wspieranie innych kampanii, takich jak Make Roads Safe; kampania ta, prowadzona przez Fundację FIA, wzywa państwa G8 oraz ONZ do uznania śmiertelnych wypadków drogowych za główny globalny problem zdrowotny. W 2008 roku Schumacher brał udział w kampanii reklamowej firmy Bacardi dotyczącej odpowiedzialnego picia alkoholu, której mottem było hasło „drinking and driving don’t mix” („picie i jazda nie łączą się”).
Przed Grand Prix Wielkiej Brytanii 2002 podarował w imieniu koncernu FIAT Ferrari 360 Modena indyjskiemu krykieciście Sachinowi Tendulkarowi.
21 czerwca 2009 roku pojawił się w motoryzacyjnym programie BBC Top Gear jako Stig. Prezenter Jeremy Clarkson zasugerował później, że Schumacher nie był regularnym Stigiem, a następnie stacja BBC potwierdziła, że Schumacher był wyjątkowo Stigiem jeden raz, ponieważ Ferrari nie pozwoliło nikomu innemu prowadzić modelu FXX, które pojawiło się w tamtym odcinku. Podczas wywiadu z Clarksonem Schumacher powiedział, że jego drogowymi samochodami są Fiat 500 Abarth i Fiat Croma.
Użyczył głosu postaci inspirowanej nim samym (Ferrari F430) w filmie Auta. Zagrał także jako Schumix w filmie Asterix na olimpiadzie.

### Wypadek na nartach w 2013
29 grudnia 2013 roku w towarzystwie syna zjeżdżał na nartach w Méribel we francuskich Alpach. Podczas zjazdu przy niskiej prędkości Schumacher upadł i uderzył głową w kamień, co, mimo założonego kasku, spowodowało u niego obrażenia głowy. W ciągu piętnastu minut od zdarzenia przetransportowano go do szpitala w Moûtiers, a następnie do szpitala w Grenoble, specjalizującego się w urazach mózgu. 30 grudnia ujawniono, że Schumacher był w stanie krytycznym i został poddany śpiączce farmakologicznej z powodu urazu wewnątrzczaszkowego. Badania wykazały ponadto stłuczenie mózgu, w związku z czym Schumachera poddano zabiegom neurochirurgicznym, które miały na celu zmniejszenie ciśnienia w mózgu. Następnego dnia lekarze powiedzieli, że Schumacher przeszedł drugą operację, podczas której usunięto krwiak w mózgu, a jego stan polepszył się, ale jego życiu wciąż zagrażało niebezpieczeństwo. Podczas konferencji prasowej 30 grudnia lekarze poinformowali, że gdyby Schumacher nie miał założonego kasku, zmarłby przed przyjazdem do szpitala. Badanie przeprowadzone po operacji wykazało także zmiany krwotoczne po obu stronach mózgu, lekarze nie podali jednak prognozy stanu zdrowia pacjenta. Niemiecki kierowca znalazł się pod opieką swojego przyjaciela, specjalisty od uszkodzeń mózgu i kręgosłupa Gérarda Saillanta, który opiekował się Schumacherem po wypadku w Grand Prix Wielkiej Brytanii 1999, gdy kierowca miał złamaną nogę. 1 stycznia 2014 roku podano do wiadomości, że stan Schumachera jest krytyczny, ale stabilny oraz że uległ nieznacznej poprawie. 17 stycznia rzeczniczka prasowa Schumachera, Sabine Kehm, poinformowała, że stan niemieckiego kierowcy jest stabilny. 30 stycznia oficjalnie potwierdzono informację, że lekarze rozpoczęli proces wybudzania Schumachera ze śpiączki. 16 czerwca, a więc prawie pół roku po wypadku, Sabine Kehm potwierdziła, że Michael Schumacher wybudził się ze śpiączki i został przewieziony do kliniki rehabilitacyjnej. Tydzień później do wiadomości została podana informacja, że część dokumentacji medycznej Schumachera została ukradziona i zaoferowana do sprzedaży. Na początku września 2014 Sabine Kehm poinformowała, że Michael Schumacher został przewieziony ze szpitala do swojego domu, gdzie podjęto kontynuację jego rehabilitacji. Od tamtego czasu rodzina nie przekazuje praktycznie żadnych informacji o stanie zdrowia Schumachera. W 2021 r. na Netflixie miała miejsce premiera filmu dokumentalnego o życiu kierowcy, w którym po raz pierwszy zawarto autoryzowane wypowiedzi rodziny na temat jego stanu.

### Finanse i sponsoring
W 2004 roku magazyn „Forbes” uznał Schumachera za drugiego najwięcej zarabiającego sportowca na świecie. Rok później magazyn „Eurobusiness” określił Schumachera jako pierwszego na świecie sportowca miliardera. Jego uposażenie za 2004 rok było określane na poziomie 80 milionów dolarów. W swojej liście najmożniejszych sław z 2005 roku „Forbes” umieścił Schumachera na 17 miejscu. Znaczna część jego dochodów pochodzi z reklam. Na przykład Deutsche Vermögensberatung w 1999 podpisał z Schumacherem początkowo trzyletnią umowę, w ramach której zapłacił mu osiem milionów dolarów za zakładanie po wyścigu czapki z reklamą o wymiarach 10 × 8 cm. Umowa ta została później przedłużona do roku 2010.
W 2010 roku jego majątek został wyceniony na 515 milionów funtów. Jego podstawowa pensja w Mercedesie wynosiła 21 milionów funtów rocznie plus 9 milionów za podpisanie umowy.

## Wyniki
| Legenda oznaczeń w tabelach wyników Wyświetl szablon na nowej stronie | Legenda oznaczeń w tabelach wyników Wyświetl szablon na nowej stronie                                                                     |
| Oznaczenie                                                            | Wyjaśnienie |
| --------------------------------------------------------------------- | --- |
| Złoty                                                                 | Zwycięzca lub mistrzostwo |
| Srebrny                                                               | 2. miejsce lub wicemistrzostwo |
| Brązowy                                                               | 3. miejsce lub II wicemistrzostwo |
| Zielony                                                               | Ukończył, punktował (w klasyfikacji generalnej, gdy zdobył co najmniej jeden punkt na przestrzeni sezonu, poza trzema powyższymi opcjami) |
| Niebieski                                                             | Ukończył, nie punktował (w klasyfikacji generalnej, gdy nie zdobył co najmniej jednego punktu na przestrzeni sezonu)                      |
| Czerwony                                                              | Nie zakwalifikował się (NZ) |
| Czerwony                                                              | Nie prekwalifikował się (NPK) |
| Różowy                                                                | Nie ukończył (NU) |
| Różowy                                                                | Niesklasyfikowany (NS) (w klasyfikacji generalnej, gdy nie został sklasyfikowany w żadnym wyścigu sezonu)                                 |
| Czarny                                                                | Zdyskwalifikowany (DK) |
| Czarny                                                                | Wykluczony (WYK/EX) |
| Biały                                                                 | Nie wystartował (NW) |
| Biały                                                                 | Kontuzjowany (K/INJ) |
| Biały                                                                 | Wyścig odwołany (OD/C) |
| Bez koloru                                                            | Został wycofany (WYC/WD) |
| Bez koloru                                                            | Nie przybył (NP/DNA) |
| Bez koloru                                                            | Nie brał udziału w treningach (NT/DNP) |
| Bez koloru                                                            | Nie został zgłoszony (–) |
| Pogrubienie                                                           | Start z pole position |
| Kursywa                                                               | Najszybsze okrążenie wyścigu |
| †                                                                     | Nie ukończył, ale jego rezultat został zaliczony ze względu na przejechanie więcej niż 90% dystansu wyścigu.                              |
| *                                                                     | Sezon w trakcie |
| 1/2/3                                                                 | Punktowana pozycja w sprincie |
| Lista systemów punktacji Formuły 1                                    | |

### Ogólnie
Źródło: driverdb.com
| Rok  | Seria                                    | Zespół                        | Wyś. | Zw. | PP | NO | Podia | Pkt. | Msc. |
| ---- | ---------------------------------------- | ----------------------------- | ---- | --- | -- | -- | ----- | ---- | ---- |
| 1988 | Europejska Formuła Ford 1600             | Eufra Racing                  | 4    | 1   | 1  | 0  | 3     | 50   | 2    |
| 1988 | Niemiecka Formuła Ford 1600              | Eufra Racing                  | 7    | 3   | 0  | 0  | 5     | 124  | 6    |
| 1988 | Formuła König                            | Hoecker Sportwagenservice     | 10   | 9   | 1  | 1  | 10    | 192  | 1    |
| 1989 | Niemiecka Formuła 3                      | WTS Racing                    | 12   | 2   | 2  | 0  | 7     | 163  | 3    |
| 1989 | Europejska Formuła 3                     | WTS Racing                    | 1    | 0   | 0  | 0  | 0     | –    | NS   |
| 1989 | Grand Prix Makau                         | WTS Racing                    | 1    | 0   | 0  | 0  | 0     | –    | NS   |
| 1990 | Mistrzostwa Świata Samochodów Sportowych | Team Sauber Mercedes          | 3    | 1   | 0  | 1  | 3     | 21   | 5    |
| 1990 | Niemiecka Formuła 3                      | WTS Racing                    | 11   | 5   | 6  | 4  | 7     | 148  | 1    |
| 1990 | Europejska Formuła 3                     | WTS Racing                    | 1    | 0   | 1  | 1  | 0     | –    | NS   |
| 1990 | Grand Prix Makau                         | WTS Racing                    | 1    | 1   | 0  | 0  | 0     | –    | 1    |
| 1990 | Deutsche Tourenwagen Meisterschaft       | HWA                           | 1    | 0   | 0  | 0  | 0     | 0    | NS   |
| 1991 | Formuła 1                                | Team 7UP Jordan               | 1    | 0   | 0  | 0  | 0     | 0    | 14   |
| 1991 | Formuła 1                                | Camel Benetton Ford           | 5    | 0   | 0  | 0  | 0     | 4    | 14   |
| 1991 | Mistrzostwa Świata Samochodów Sportowych | Team Sauber Mercedes          | 8    | 1   | 0  | 2  | 2     | 43   | 9    |
| 1991 | Deutsche Tourenwagen Meisterschaft       | Zakspeed Mercedes             | 2    | 0   | 0  | 0  | 0     | 0    | NS   |
| 1991 | Japońska Formuła 3000                    | Team Le Mans                  | 1    | 0   | 0  | 0  | 1     | 6    | 12   |
| 1992 | Formuła 1                                | Camel Benetton Ford           | 16   | 1   | 0  | 2  | 8     | 53   | 3    |
| 1993 | Formuła 1                                | Camel Benetton Ford           | 16   | 1   | 0  | 5  | 9     | 52   | 4    |
| 1994 | Formuła 1                                | Mild Seven Benetton Ford      | 14   | 8   | 6  | 8  | 10    | 92   | 1    |
| 1995 | Formuła 1                                | Mild Seven Benetton Renault   | 17   | 9   | 4  | 8  | 11    | 102  | 1    |
| 1996 | Formuła 1                                | Scuderia Ferrari SpA          | 16   | 3   | 4  | 2  | 8     | 59   | 3    |
| 1997 | Formuła 1                                | Scuderia Ferrari Marlboro     | 17   | 5   | 3  | 3  | 8     | 78   | DK   |
| 1998 | Formuła 1                                | Scuderia Ferrari Marlboro     | 16   | 6   | 3  | 6  | 11    | 86   | 2    |
| 1999 | Formuła 1                                | Scuderia Ferrari Marlboro     | 10   | 2   | 3  | 5  | 6     | 44   | 5    |
| 2000 | Formuła 1                                | Scuderia Ferrari Marlboro     | 17   | 9   | 9  | 2  | 12    | 108  | 1    |
| 2001 | Formuła 1                                | Scuderia Ferrari Marlboro     | 17   | 9   | 11 | 3  | 14    | 123  | 1    |
| 2002 | Formuła 1                                | Scuderia Ferrari Marlboro     | 17   | 11  | 7  | 7  | 17    | 144  | 1    |
| 2003 | Formuła 1                                | Scuderia Ferrari Marlboro     | 16   | 6   | 5  | 5  | 9     | 93   | 1    |
| 2004 | Formuła 1                                | Scuderia Ferrari Marlboro     | 18   | 13  | 8  | 10 | 15    | 148  | 1    |
| 2005 | Formuła 1                                | Scuderia Ferrari Marlboro     | 19   | 1   | 1  | 3  | 5     | 62   | 3    |
| 2006 | Formuła 1                                | Scuderia Ferrari Marlboro     | 18   | 7   | 4  | 7  | 12    | 121  | 2    |
| 2010 | Formuła 1                                | Mercedes Petronas F1 Team     | 19   | 0   | 0  | 0  | 0     | 72   | 9    |
| 2011 | Formuła 1                                | Mercedes Petronas F1 Team     | 19   | 0   | 0  | 0  | 0     | 76   | 8    |
| 2012 | Formuła 1                                | Mercedes AMG Petronas F1 Team | 20   | 0   | 0  | 1  | 1     | 49   | 13   |

### Formuła 1
| Rok  | Zespół                        | Samochód         | Silnik                  | Wyniki w poszczególnych eliminacjach | Wyniki w poszczególnych eliminacjach | Wyniki w poszczególnych eliminacjach | Wyniki w poszczególnych eliminacjach | Wyniki w poszczególnych eliminacjach | Wyniki w poszczególnych eliminacjach | Wyniki w poszczególnych eliminacjach | Wyniki w poszczególnych eliminacjach | Wyniki w poszczególnych eliminacjach | Wyniki w poszczególnych eliminacjach | Wyniki w poszczególnych eliminacjach | Wyniki w poszczególnych eliminacjach | Wyniki w poszczególnych eliminacjach | Wyniki w poszczególnych eliminacjach | Wyniki w poszczególnych eliminacjach | Wyniki w poszczególnych eliminacjach | Wyniki w poszczególnych eliminacjach | Wyniki w poszczególnych eliminacjach | Wyniki w poszczególnych eliminacjach | Wyniki w poszczególnych eliminacjach | Pkt. | Msc. |
| ---- | ----------------------------- | ---------------- | ----------------------- | ------------------------------------ | ------------------------------------ | ------------------------------------ | ------------------------------------ | ------------------------------------ | ------------------------------------ | ------------------------------------ | ------------------------------------ | ------------------------------------ | ------------------------------------ | ------------------------------------ | ------------------------------------ | ------------------------------------ | ------------------------------------ | ------------------------------------ | ------------------------------------ | ------------------------------------ | ------------------------------------ | ------------------------------------ | ------------------------------------ | ---- | ---- |
| 1991 |                               |                  |                         | Stany Zjednoczone                    | Brazylia                             | San Marino                           | Monako                               | Kanada                               | Meksyk                               | Francja                              | Wielka Brytania                      | Niemcy                               | Węgry                                | Belgia                               | Włochy                               | Portugalia                           | Hiszpania                            | Japonia                              | Australia                            |                                      |                                      |                                      |                                      | 4    | 14   |
| 1991 | Team 7Up Jordan               | Jordan 191       | Ford HB 3.5 V8          | –                                    | –                                    | –                                    | –                                    | –                                    | –                                    | –                                    | –                                    | –                                    | –                                    | NU                                   | –                                    | –                                    | –                                    | –                                    | –                                    |                                      |                                      |                                      |                                      | 4    | 14   |
| 1991 | Camel Benetton Ford           | Benetton B191    | Ford HB 3.5 V8          | –                                    | –                                    | –                                    | –                                    | –                                    | –                                    | –                                    | –                                    | –                                    | –                                    | –                                    | 5                                    | 6                                    | 6                                    | NU                                   | NU                                   |                                      |                                      |                                      |                                      | 4    | 14   |
| 1992 |                               |                  |                         |                                      | Meksyk                               | Brazylia                             | Hiszpania                            | San Marino                           | Monako                               | Kanada                               | Francja                              | Wielka Brytania                      | Niemcy                               | Węgry                                | Belgia                               | Włochy                               | Portugalia                           | Japonia                              | Australia                            |                                      |                                      |                                      |                                      | 53   | 3    |
| 1992 | Camel Benetton Ford           | Benetton B191B   | Ford HB 3.5 V8          | 4                                    | 3                                    | 3                                    | –                                    | –                                    | –                                    | –                                    | –                                    | –                                    | –                                    | –                                    | –                                    | –                                    | –                                    | –                                    | –                                    |                                      |                                      |                                      |                                      | 53   | 3    |
| 1992 | Camel Benetton Ford           | Benetton B192    | Ford HB 3.5 V8          | –                                    | –                                    | –                                    | 2                                    | NU                                   | 4                                    | 2                                    | NU                                   | 4                                    | 3                                    | NU                                   | 1                                    | 3                                    | 7                                    | NU                                   | 2                                    |                                      |                                      |                                      |                                      | 53   | 3    |
| 1993 |                               |                  |                         |                                      | Brazylia                             | Unia Europejska                      | San Marino                           | Hiszpania                            | Monako                               | Kanada                               | Francja                              | Wielka Brytania                      | Niemcy                               | Węgry                                | Belgia                               | Włochy                               | Portugalia                           | Japonia                              | Australia                            |                                      |                                      |                                      |                                      | 52   | 4    |
| 1993 | Camel Benetton Ford           | Benetton B192B   | Ford HB 3.5 V8          | NU                                   | 3                                    | –                                    | –                                    | –                                    | –                                    | –                                    | –                                    | –                                    | –                                    | –                                    | –                                    | –                                    | –                                    | –                                    | –                                    |                                      |                                      |                                      |                                      | 52   | 4    |
| 1993 | Camel Benetton Ford           | Benetton B193    | Ford HB 3.5 V8          | –                                    | –                                    | NU                                   | 2                                    | 3                                    | NU                                   | 2                                    | 3                                    | 2                                    | 2                                    | NU                                   | 2                                    | NU                                   | 1                                    | NU                                   | NU                                   |                                      |                                      |                                      |                                      | 52   | 4    |
| 1994 |                               |                  |                         | Brazylia                             |                                      | San Marino                           | Monako                               | Hiszpania                            | Kanada                               | Francja                              | Wielka Brytania                      | Niemcy                               | Węgry                                | Belgia                               | Włochy                               | Portugalia                           | Unia Europejska                      | Japonia                              | Australia                            |                                      |                                      |                                      |                                      | 92   | 1    |
| 1994 | Mild Seven Benetton Ford      | Benetton B194    | Ford Zetec-R 3.5 V8     | 1                                    | 1                                    | 1                                    | 1                                    | 2                                    | 1                                    | 1                                    | DK                                   | NU                                   | 1                                    | DK                                   | –                                    | –                                    | 1                                    | 2                                    | NU                                   |                                      |                                      |                                      |                                      | 92   | 1    |
| 1995 |                               |                  |                         | Brazylia                             | Argentyna                            | San Marino                           | Hiszpania                            | Monako                               | Kanada                               | Francja                              | Wielka Brytania                      | Niemcy                               | Węgry                                | Belgia                               | Włochy                               | Portugalia                           | Unia Europejska                      |                                      | Japonia                              | Australia                            |                                      |                                      |                                      | 102  | 1    |
| 1995 | Mild Seven Benetton Renault   | Benetton B195    | Renault RS7 3.0 V10     | 1                                    | 3                                    | NU                                   | 1                                    | 1                                    | 5                                    | 1                                    | NU                                   | 1                                    | 11                                   | 1                                    | NU                                   | 2                                    | 1                                    | 1                                    | 1                                    | NU                                   |                                      |                                      |                                      | 102  | 1    |
| 1996 |                               |                  |                         | Australia                            | Brazylia                             | Argentyna                            | Unia Europejska                      | San Marino                           | Monako                               | Hiszpania                            | Kanada                               | Francja                              | Wielka Brytania                      | Niemcy                               | Węgry                                | Belgia                               | Włochy                               | Portugalia                           | Japonia                              |                                      |                                      |                                      |                                      | 59   | 3    |
| 1996 | Scuderia Ferrari SpA          | Ferrari F310     | Ferrari 046 3.0 V10     | NU                                   | 3                                    | NU                                   | 2                                    | 2                                    | NU                                   | 1                                    | NU                                   | NW                                   | NU                                   | 4                                    | 9                                    | 1                                    | 1                                    | 3                                    | 2                                    |                                      |                                      |                                      |                                      | 59   | 3    |
| 1997 |                               |                  |                         | Australia                            | Brazylia                             | Argentyna                            | San Marino                           | Monako                               | Hiszpania                            | Kanada                               | Francja                              | Wielka Brytania                      | Niemcy                               | Węgry                                | Belgia                               | Włochy                               | Austria                              | Luksemburg                           | Japonia                              | Unia Europejska                      |                                      |                                      |                                      | 78   | DK   |
| 1997 | Scuderia Ferrari Marlboro     | Ferrari F310B    | Ferrari 046/2 3.0 V10   | 2                                    | 5                                    | NU                                   | 2                                    | 1                                    | 4                                    | 1                                    | 1                                    | NU                                   | 2                                    | 4                                    | 1                                    | 6                                    | 6                                    | NU                                   | 1                                    | NU                                   |                                      |                                      |                                      | 78   | DK   |
| 1998 |                               |                  |                         | Australia                            | Brazylia                             | Argentyna                            | San Marino                           | Hiszpania                            | Monako                               | Kanada                               | Francja                              | Wielka Brytania                      | Austria                              | Niemcy                               | Węgry                                | Belgia                               | Włochy                               | Luksemburg                           | Japonia                              |                                      |                                      |                                      |                                      | 86   | 2    |
| 1998 | Scuderia Ferrari Marlboro     | Ferrari F300     | Ferrari 047 3.0 V10     | NU                                   | 3                                    | 1                                    | 2                                    | 3                                    | 10                                   | 1                                    | 1                                    | 1                                    | 3                                    | 5                                    | 1                                    | NU                                   | 1                                    | 2                                    | NU                                   |                                      |                                      |                                      |                                      | 86   | 2    |
| 1999 |                               |                  |                         | Australia                            | Brazylia                             | San Marino                           | Monako                               | Hiszpania                            | Kanada                               | Francja                              | Wielka Brytania                      | Austria                              | Niemcy                               | Węgry                                | Belgia                               | Włochy                               | Unia Europejska                      | Malezja                              | Japonia                              |                                      |                                      |                                      |                                      | 44   | 5    |
| 1999 | Scuderia Ferrari Marlboro     | Ferrari F399     | Ferrari 048 3.0 V10     | 8                                    | 2                                    | 1                                    | 1                                    | 3                                    | NU                                   | 5                                    | NU                                   | –                                    | –                                    | –                                    | –                                    | –                                    | –                                    | 2                                    | 2                                    |                                      |                                      |                                      |                                      | 44   | 5    |
| 2000 |                               |                  |                         | Australia                            | Brazylia                             | San Marino                           | Wielka Brytania                      | Hiszpania                            | Unia Europejska                      | Monako                               | Kanada                               | Francja                              | Austria                              | Niemcy                               | Węgry                                | Belgia                               | Włochy                               | Stany Zjednoczone                    | Japonia                              | Malezja                              |                                      |                                      |                                      | 108  | 1    |
| 2000 | Scuderia Ferrari Marlboro     | Ferrari F1-2000  | Ferrari 049 3.0 V10     | 1                                    | 1                                    | 1                                    | 3                                    | 5                                    | 1                                    | NU                                   | 1                                    | NU                                   | NU                                   | NU                                   | 2                                    | 2                                    | 1                                    | 1                                    | 1                                    | 1                                    |                                      |                                      |                                      | 108  | 1    |
| 2001 |                               |                  |                         | Australia                            | Malezja                              | Brazylia                             | San Marino                           | Hiszpania                            | Austria                              | Monako                               | Kanada                               | Unia Europejska                      | Francja                              | Wielka Brytania                      | Niemcy                               | Węgry                                | Belgia                               | Włochy                               | Stany Zjednoczone                    | Japonia                              |                                      |                                      |                                      | 123  | 1    |
| 2001 | Scuderia Ferrari Marlboro     | Ferrari F2001    | Ferrari 050 3.0 V10     | 1                                    | 1                                    | 2                                    | NU                                   | 1                                    | 2                                    | 1                                    | 2                                    | 1                                    | 1                                    | 2                                    | NU                                   | 1                                    | 1                                    | 4                                    | 2                                    | 1                                    |                                      |                                      |                                      | 123  | 1    |
| 2002 |                               |                  |                         | Australia                            | Malezja                              | Brazylia                             | San Marino                           | Hiszpania                            | Austria                              | Monako                               | Kanada                               | Unia Europejska                      | Wielka Brytania                      | Francja                              | Niemcy                               | Węgry                                | Belgia                               | Włochy                               | Stany Zjednoczone                    | Japonia                              |                                      |                                      |                                      | 144  | 1    |
| 2002 | Scuderia Ferrari Marlboro     | Ferrari F2001    | Ferrari 050 3.0 V10     | 1                                    | 3                                    | –                                    | –                                    | –                                    | –                                    | –                                    | –                                    | –                                    | –                                    | –                                    | –                                    | –                                    | –                                    | –                                    | –                                    | –                                    |                                      |                                      |                                      | 144  | 1    |
| 2002 | Scuderia Ferrari Marlboro     | Ferrari F2002    | Ferrari 051 3.0 V10     | –                                    | –                                    | 1                                    | 1                                    | 1                                    | 1                                    | 2                                    | 1                                    | 2                                    | 1                                    | 1                                    | 1                                    | 2                                    | 1                                    | 2                                    | 2                                    | 1                                    |                                      |                                      |                                      | 144  | 1    |
| 2003 |                               |                  |                         | Australia                            | Malezja                              | Brazylia                             | San Marino                           | Hiszpania                            | Austria                              | Monako                               | Kanada                               | Unia Europejska                      | Francja                              | Wielka Brytania                      | Niemcy                               | Węgry                                | Włochy                               | Stany Zjednoczone                    | Japonia                              |                                      |                                      |                                      |                                      | 93   | 1    |
| 2003 | Scuderia Ferrari Marlboro     | Ferrari F2002    | Ferrari 051 3.0 V10     | 4                                    | 6                                    | NU                                   | 1                                    | –                                    | –                                    | –                                    | –                                    | –                                    | –                                    | –                                    | –                                    | –                                    | –                                    | –                                    | –                                    |                                      |                                      |                                      |                                      | 93   | 1    |
| 2003 | Scuderia Ferrari Marlboro     | Ferrari F2003-GA | Ferrari 052 3.0 V10     | –                                    | –                                    | –                                    | –                                    | 1                                    | 1                                    | 3                                    | 1                                    | 5                                    | 3                                    | 4                                    | 7                                    | 8                                    | 1                                    | 1                                    | 8                                    |                                      |                                      |                                      |                                      | 93   | 1    |
| 2004 |                               |                  |                         | Australia                            | Malezja                              | Bahrajn                              | San Marino                           | Hiszpania                            | Monako                               | Unia Europejska                      | Kanada                               | Stany Zjednoczone                    | Francja                              | Wielka Brytania                      | Niemcy                               | Węgry                                | Belgia                               | Włochy                               |                                      | Japonia                              | Brazylia                             |                                      |                                      | 148  | 1    |
| 2004 | Scuderia Ferrari Marlboro     | Ferrari F2004    | Ferrari 053 3.0 V10     | 1                                    | 1                                    | 1                                    | 1                                    | 1                                    | NU                                   | 1                                    | 1                                    | 1                                    | 1                                    | 1                                    | 1                                    | 1                                    | 2                                    | 2                                    | 12                                   | 1                                    | 7                                    |                                      |                                      | 148  | 1    |
| 2005 |                               |                  |                         | Australia                            | Malezja                              | Bahrajn                              | San Marino                           | Hiszpania                            | Monako                               | Unia Europejska                      | Kanada                               | Stany Zjednoczone                    | Francja                              | Wielka Brytania                      | Niemcy                               | Węgry                                | Turcja                               | Włochy                               | Belgia                               | Brazylia                             | Japonia                              |                                      |                                      | 62   | 3    |
| 2005 | Scuderia Ferrari Marlboro     | Ferrari F2004M   | Ferrari 053 3.0 V10     | NU                                   | 7                                    | –                                    | –                                    | –                                    | –                                    | –                                    | –                                    | –                                    | –                                    | –                                    | –                                    | –                                    | –                                    | –                                    | –                                    | –                                    | –                                    | –                                    |                                      | 62   | 3    |
| 2005 | Scuderia Ferrari Marlboro     | Ferrari F2005    | Ferrari 055 3.0 V10     | –                                    | –                                    | NU                                   | 2                                    | NU                                   | 7                                    | 5                                    | 2                                    | 1                                    | 3                                    | 6                                    | 5                                    | 2                                    | NU                                   | 10                                   | NU                                   | 4                                    | 7                                    | NU                                   |                                      | 62   | 3    |
| 2006 |                               |                  |                         | Bahrajn                              | Malezja                              | Australia                            | San Marino                           | Unia Europejska                      | Hiszpania                            | Monako                               | Wielka Brytania                      | Kanada                               | Stany Zjednoczone                    | Francja                              | Niemcy                               | Węgry                                | Turcja                               | Włochy                               |                                      | Japonia                              | Brazylia                             |                                      |                                      | 121  | 2    |
| 2006 | Scuderia Ferrari Marlboro     | Ferrari 248 F1   | Ferrari 056 2.4 V8      | 2                                    | 6                                    | NU                                   | 1                                    | 1                                    | 2                                    | 5                                    | 2                                    | 2                                    | 1                                    | 1                                    | 1                                    | 8                                    | 3                                    | 1                                    | 1                                    | NU                                   | 4                                    |                                      |                                      | 121  | 2    |
| 2010 |                               |                  |                         | Bahrajn                              | Australia                            | Malezja                              |                                      | Hiszpania                            | Monako                               | Turcja                               | Kanada                               | Unia Europejska                      | Wielka Brytania                      | Niemcy                               | Węgry                                | Belgia                               | Włochy                               | Singapur                             | Japonia                              | Korea Południowa                     | Brazylia                             |                                      |                                      | 72   | 9    |
| 2010 | Mercedes Petronas F1 Team     | Mercedes MGP W01 | Mercedes FO 108X 2.4 V8 | 6                                    | 10                                   | NU                                   | 10                                   | 4                                    | 12                                   | 4                                    | 11                                   | 15                                   | 9                                    | 9                                    | 11                                   | 7                                    | 9                                    | 13                                   | 6                                    | 4                                    | 7                                    | NU                                   |                                      | 72   | 9    |
| 2011 |                               |                  |                         | Australia                            | Malezja                              |                                      | Turcja                               | Hiszpania                            | Monako                               | Kanada                               | Unia Europejska                      | Wielka Brytania                      | Niemcy                               | Węgry                                | Belgia                               | Włochy                               | Singapur                             | Japonia                              | Korea Południowa                     | Indie                                |                                      | Brazylia                             |                                      | 76   | 8    |
| 2011 | Mercedes Petronas F1 Team     | Mercedes MGP W02 | Mercedes FO 108Y 2.4 V8 | NU                                   | 9                                    | 8                                    | 12                                   | 6                                    | NU                                   | 4                                    | 17                                   | 9                                    | 8                                    | NU                                   | 5                                    | 5                                    | NU                                   | 6                                    | NU                                   | 5                                    | 7                                    | 15                                   |                                      | 76   | 8    |
| 2012 |                               |                  |                         | Australia                            | Malezja                              |                                      | Bahrajn                              | Hiszpania                            | Monako                               | Kanada                               | Unia Europejska                      | Wielka Brytania                      | Niemcy                               | Węgry                                | Belgia                               | Włochy                               | Singapur                             | Japonia                              | Korea Południowa                     | Indie                                |                                      | Stany Zjednoczone                    | Brazylia                             | 49   | 13   |
| 2012 | Mercedes AMG Petronas F1 Team | Mercedes F1 W03  | Mercedes FO 108Z 2.4 V8 | NU                                   | 10                                   | NU                                   | 10                                   | NU                                   | NU                                   | NU                                   | 3                                    | 7                                    | 7                                    | NU                                   | 7                                    | 6                                    | NU                                   | 11                                   | 13                                   | 22†                                  | 11                                   | 16                                   | 7                                    | 49   | 13   |

## Rekordy
Schumacher jest posiadaczem następujących rekordów w Formule 1:
| Rekord                                                           | Liczba                                       |
| ---------------------------------------------------------------- | -------------------------------------------- |
| Najwięcej tytułów mistrzowskich                                  | 7 (1994, 1995, 2000, 2001, 2002, 2003, 2004) |
| Najwięcej tytułów mistrzowskich z rzędu                          | 5 (2000–2004)                                |
| Najwcześniejsze zapewnienie tytułu mistrzowskiego                | 6 (2002)                                     |
| Najwięcej razy na podium końcowej klasyfikacji mistrzostw świata | 12                                           |
| Największa przewaga nad drugim w klasyfikacji                    | 67 pkt. (2002)                               |
| Najwięcej zwycięstw z rzędu od startu sezonu                     | 5 (2004, Australia–Hiszpania)                |
| Najwięcej zwycięstw na Monzy                                     | 5                                            |
| Najwięcej zwycięstw na Spa                                       | 6                                            |
| Najwięcej zwycięstw w Kanadzie                                   | 7                                            |
| Najwięcej zwycięstw z jednym zespołem                            | 72 (Ferrari)                                 |
| Najwięcej zwycięstw w tym samym Grand Prix                       | 8 (Francja)                                  |
| Najwięcej różnych wygranych Grand Prix                           | 22                                           |
| Najwięcej zwycięskich lat                                        | 15 (1992–2006)                               |
| Najwięcej zwycięskich lat z rzędu                                | 15 (1992–2006)                               |
| Najwięcej wyścigów z rzędu ukończonych na miejscach 1–2          | 15 (Brazylia 2002–Japonia 2002)              |
| Najwięcej podiów w sezonie                                       | 17 (2002)                                    |
| Najwięcej podiów z rzędu                                         | 19 (USA 2001–Japonia 2002)                   |
| Najwięcej okrążeń na prowadzeniu                                 | 5111                                         |
| Największy dystans na prowadzeniu                                | 24144 km                                     |
| Najwięcej najszybszych okrążeń                                   | 77                                           |
| Najwięcej najszybszych okrążeń w sezonie                         | 10 (2004)                                    |
| Najwięcej dubletów                                               | 40                                           |
| Najwięcej hat tricków                                            | 22                                           |
| Najwięcej hat tricków w sezonie                                  | 5 (2004)                                     |

## Odznaczenia
- Kawaler Legii Honorowej[205]
- Komandor Orderu Zasługi Republiki Włoskiej[206]